# Brachiosaurus
Brachiosaurus is een geslacht van uitgestorven plantenetende sauropode dinosauriërs, behorend tot de groep van de Macronaria, dat leefde tijdens het Laat-Jura, ongeveer 150 miljoen jaar geleden.
Het eerste fossiel van Brachiosaurus werd in 1883 ontdekt in de Verenigde Staten. Het dier kreeg in 1903 zijn naam die 'armsauriër' betekent, naar aanleiding van de zeer lange bovenarm. De eerstbenoemde typesoort is Brachiosaurus altithorax. Tussen 1909 en 1912 werden in Duits-Oost-Afrika veel completere skeletten gevonden. Hiervoor is in 1914 een tweede soort benoemd: Brachiosaurus brancai. Een skelet werd in Berlijn opgesteld, nog steeds het grootste tentoongestelde dinosauriërskelet ter wereld. Dat maakte Brachiosaurus tot een van de bekendste dinosauriërs bij het grote publiek. Later zijn nog twee soorten benoemd: B. atalaiensis en B. nougaredi, maar daarvan wordt tegenwoordig begrepen dat het om andere dinosauriërs gaat. De laatste jaren vinden steeds meer geleerden dat ook B. brancai een heel ander dier is dan B. altithorax. Ze gebruiken daarom voor de Afrikaanse soort een aparte geslachtsnaam: Giraffatitan.
Vaak noemt men Brachiosaurus het grootste landdier dat ooit heeft bestaan. Er zijn echter nog veel grotere sauropoden bekend. Ook is het niet waar dat hij vanwege zijn gewicht in het water moest leven. Hij was juist een echte landbewoner. Wel had Brachiosaurus een enorme omvang. Het Berlijnse skelet is 23 meter lang en duidt op een dier van ongeveer dertig ton. Uit Afrika zijn stukken bot bekend die wijzen op exemplaren van wel veertig ton. De Amerikaanse soort was nog eens zwaarder en langgerekter van bouw. Ondanks de grootte was het skelet lichtgebouwd met holle wervels die verbonden waren met luchtzakken. Die verbeterden ook de ademhaling, een teken dat het dier warmbloedig was.
Brachiosaurus had een hoge romp die op vier rechte poten stond waarvan de voorpoten langer waren dan de achterpoten. Hij had een korte staart maar een zeer lange nek. De wetenschappers zijn het er niet over eens of die diende om ruim dertien meter hoog in de bomen te eten of om plat rond te zwaaien zodat hij zo veel mogelijk planten kon bereiken zonder een stap te zetten. Het eind van de nek droeg een relatief kleine kop met beitelvormige tanden waarmee het voedsel afgebeten kon worden. Misschien at Brachiosaurus vooral de zaadkegels van palmvarens. Die werden in grote brokken snel ingeslikt om in de enorme buikholte verteerd te worden. Zijn aanzienlijke grootte voorkwam dat Brachiosaurus zelf opgegeten werd door roofsauriërs, de theropoden.

## Ontdekking en naamgeving

### DeFelch Skull
De eerste resten van Brachiosaurus werden vermoedelijk in 1883 aangetroffen bij Garden Park in Colorado. Op 8 september berichtte Marshall Parker Felch, een medewerker van professor Othniel Charles Marsh, dat in Quarry N° 1 een grote schedel was opgegraven. Het specimen, met inventarisnummer YPM 1986, werd door Marsh aangezien voor de kop van Brontosaurus en als zodanig weergegeven in een afbeelding van een skeletrestauratie van dat geslacht in 1891. Reeds in 1935 meende Werner Ernst Martin Janensch dat het hier in feite om een sauropode moest gaan die op zijn minst nauw aan Brachiosaurus verwant was. Pas in 1998 kwam de algemene erkenning van dit standpunt toen onafhankelijk hiervan John McIntosh het fossiel, nu geregistreerd onder nummer USNM 5730, als de schedel van Brachiosaurus herkende. Bij de schedel was ook een 99 centimeter lange halswervel gevonden maar die viel uiteen bij de poging hem te bergen. McIntosh wees de schedel, de Felch Skull, niet toe een bepaalde soort van Brachiosaurus, maar beperkte de determinering tot een onbepaald Brachiosaurus sp[ecies]. Ondertussen waren namelijk meerdere soorten van Brachiosaurus beschreven en van de eerste daarvan ontbrak de schedel, zodat vergelijking onmogelijk was.

### Brachiosaurus altithorax

#### Riggs benoemtBrachiosaurus

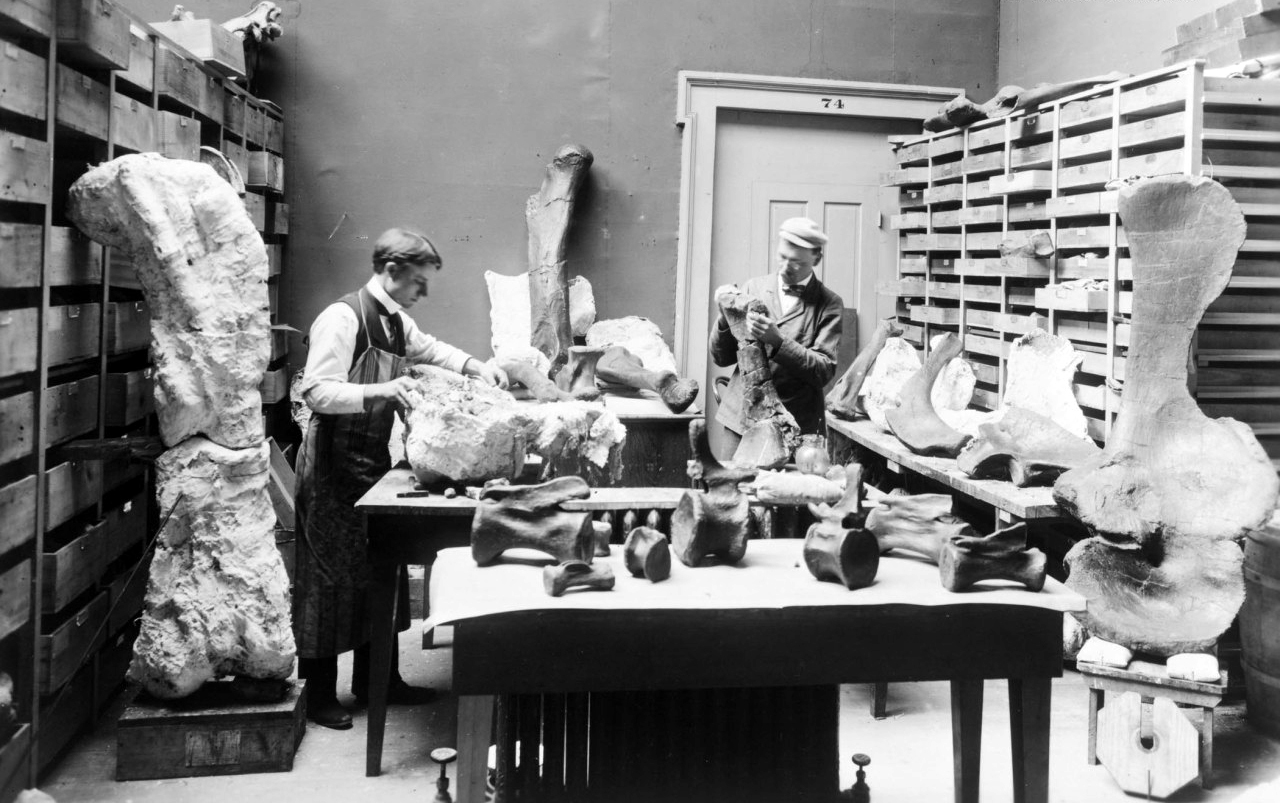
Riggs, rechts, en James B. Abbott prepareren de botten van B. altithorax; links het dijbeen, nog in zijn gipsen omhulsel

In 1900 vond een paleontologische expeditie van het Field Columbian Museum, onder leiding van Elmer Samuel Riggs, in het westen van Colorado bij Grand Junction in de vallei van de Grand River een gedeeltelijk skelet van een grote sauropode. Op 4 juli zag Riggs assistent Harold William Menke, die in zijn eentje een ritje te paard maakte op zoek naar veelbelovende vindplaatsen, het uiteinde van een opperarmbeen uit de grond steken dat zo groot was dat het eerst voor een dijbeen werd aangezien. Vanaf 26 juli werd het opgegraven in wat als Quarry 13 werd aangeduid. Tot 17 augustus werden onder grote publieke belangstelling, waarbij Riggs moeite had om te voorkomen dat souvenirjagers botten zouden wegnemen, ook andere delen van het skelet geborgen, met gips beschermd en verpakt in achtendertig kratten met een totaalgewicht van vijf ton. In 1901 werd de vondst al vermeld in een gepubliceerd rapport van Riggs, zonder dat er een naam gegeven werd. In 1903 benoemde hij een nieuwe soort: Brachiosaurus altithorax, samen met een gedeeltelijke beschrijving — het duurde even voordat hij de enorme botten met hulp van Menke kon prepareren en de ruggenwervels waren nog niet onderzocht.

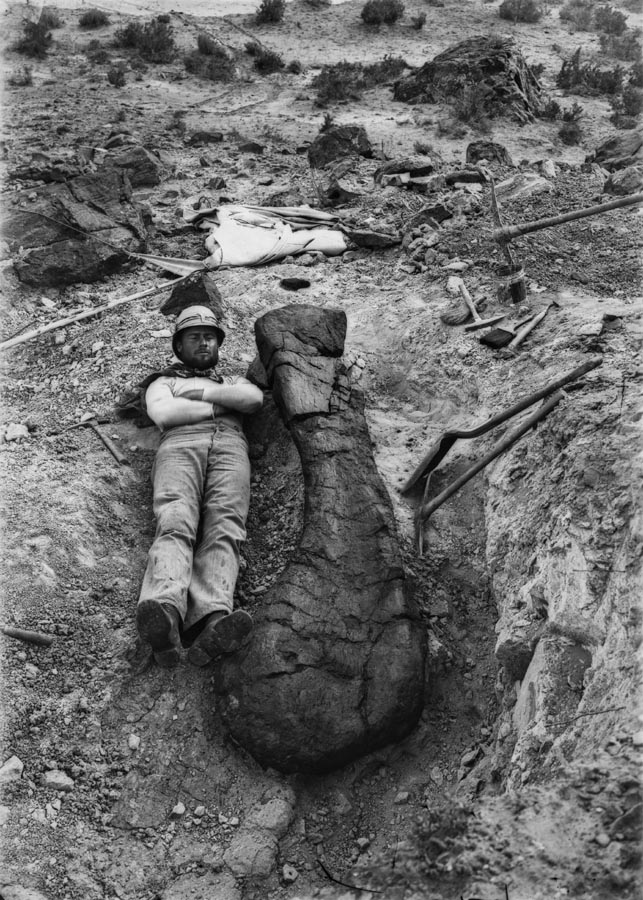
Het opperarmbeen met Menke ernaast

De geslachtsnaam is afgeleid van het Klassiek Griekse βραχίων (brachioon), 'arm' en σαῦρος (sauros), 'hagedis'. Dat 'arm' verwees naar het lange opperarmbeen; 'saurus' is een gebruikelijke aanduiding voor iedere sauriër en duidt niet op een speciale verwantschap met de hagedissen. De soortaanduiding is afgeleid van het Latijnse altus, 'hoog' en het Griekse θώραξ, thoorax, 'borstkas', een verwijzing naar de hoge romp.
Het fossiel, holotype FMNH P 25107, is gevonden in een aardlaag van de Morrisonformatie die dateert uit het Kimmeridgien-Tithonien, 150 miljoen jaar oud. Het bestaat uit de laatste zeven ruggenwervels, ribben, de samengroeide heiligbeenwervels, de voorste twee staartwervels, het linkerravenbeksbeen, een rechteropperarmbeen, de darmbeenderen en een rechterdijbeen.
In 1904 publiceerde Riggs een langere monografie over de vondst. Hij noemde Brachiosaurus de grootste dinosauriër die ooit gevonden was, mede omdat het gevonden skelet van een nog onvolgroeid dier was.

#### Latere vondsten vanB. altithorax

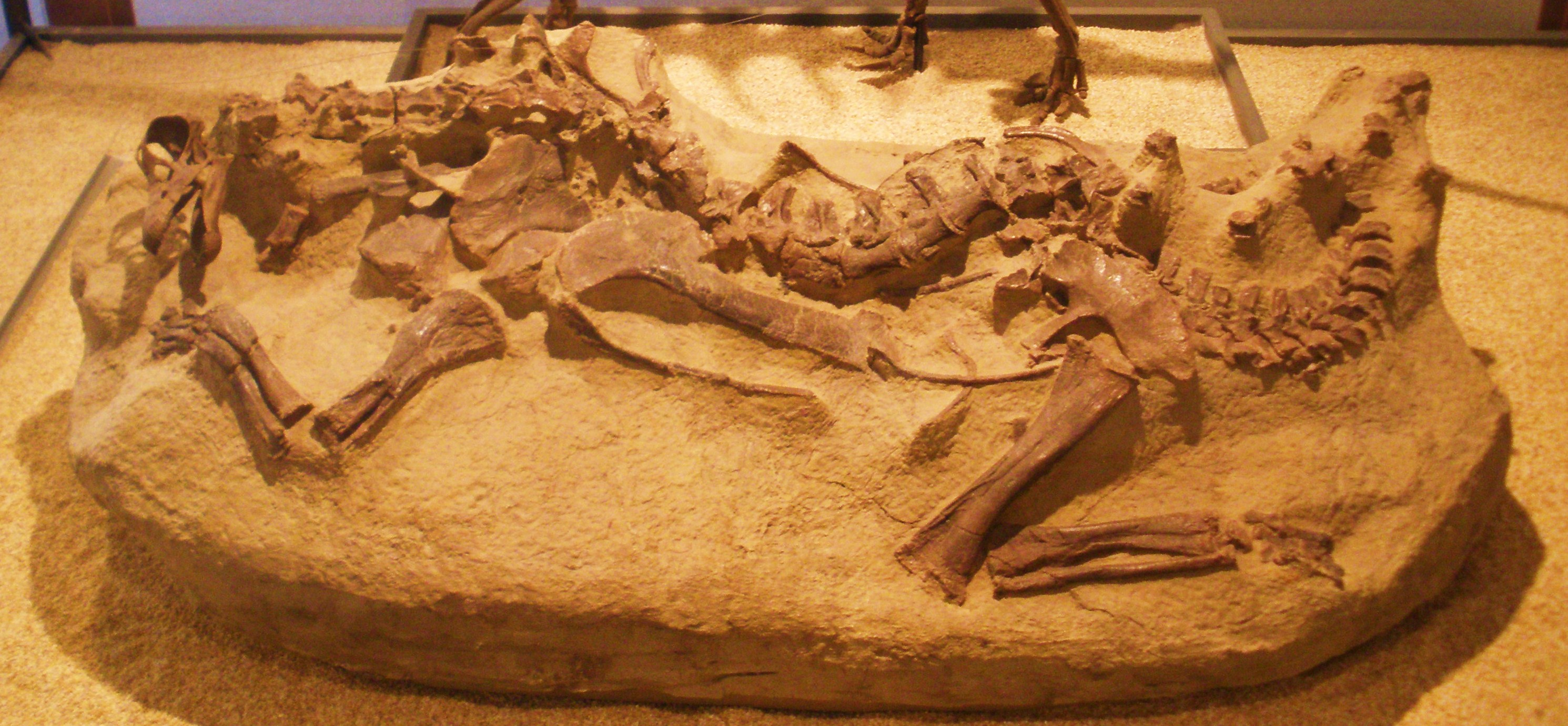
"Toni"

In de jaren vijftig vond het echtpaar Eddie en Vivian Jones bij Potter Creek, in lagen van de Uncompahgre Upwarp in Colorado, een groot linkeropperarmbeen, 213 centimeter lang, dat ze aan het Smithsonian Institution schonken. Het specimen USNM 21903 werd in 1959 gedetermineerd als Brachiosaurus maar is zo zwaar gerestaureerd dat de identificatie onzeker is. Op dezelfde locatie zijn tussen 1971 en 1975 een ruggenwervel, een linkerdarmbeen, een linkerspaakbeen en een rechtermiddenhandsbeen gevonden. Dit materiaal, BYU 4744 (eerder BYU 9754), behoort vrijwel zeker tot Brachiosaurus. Het geeft in de hand een kleine aanvulling van de vondsten van Riggs.
Ook elders in de Verenigde Staten van Amerika zijn er losse brachiosauride botten en fragmenten gevonden. Sommige daarvan zijn onbeschreven en bevinden zich vaak in particuliere verzamelingen. Andere bestaan uit beschreven stukken in museumcollecties. Daartoe behoren BYU 12866 en 12867, twee halswervels, en OMNH 01138, een middenhandsbeen. Van deze vondsten is het moeilijk aan te geven of ze werkelijk aan Brachiosaurus kunnen worden toegeschreven, en zo ja, aan welke soort.
In 2012 werd een mogelijk jong van Brachiosaurus altithorax gemeld, specimen SMA 0009 met een lengte van twee meter. Het specimen heeft de bijnaam 'Toni'.

### Brachiosaurus brancaiofGiraffatitan

#### De Tendaguru
De ontdekking van Brachiosaurus altithorax trok slechts kortstondig de aandacht van de pers. Dat lag heel anders toen in 1906 mijningenieur Bernhard Sattler letterlijk op een groot bot stuitte — hij stiet er zijn scheenbeen aan — bij de Tendaguruheuvel in het zuiden van Duits-Oost-Afrika, het huidige Tanzania. Toevallig maakte de conservator van de Königliche Naturaliensammlung Stuttgart, Eberhard Fraas, in 1907 een studiereis naar deze kolonie en bij aankomst in Dar es Salaam werd hem verzocht de vondst nader te onderzoeken. Op 31 augustus 1907 vertrok hij uit de havenstad Lindi met zestig inheemse dragers om vijf dagen later bij de mijn aan te komen, 64 kilometer het binnenland in. Daar stuitte hij op een zeer rijke vindplaats uit het Kimmeridgien - Tithonien met een enorme concentratie aan dinosauriërbeenderen waaronder de holotypen van Tornieria en Janenschia. Hoewel Fraas zelf op deze reis een fatale amoebe-infectie opliep, lukte het hem nog in 1908 over de vondst te publiceren. De Duitse regering verklaarde hierop het terrein tot beschermd paleontologisch gebied.
Het rapport van Fraas riep een aanstekelijk enthousiasme op bij de directeur van het geologisch-palentologisch museum van de Berlijnse Friedrich-Wilhelms-Universität, Carl Wilhelm Franz von Branca. Die wist voldoende fondsen te werven voor een grote expeditie, waarbij hij slim inspeelde op de nationalistische Duitse gevoelens van achterstelling bij andere landen. De Amerikaanse staalmagnaat Andrew Carnegie had juist een replica van het skelet van Diplodocus aan Duitsland cadeau gedaan; het streelde de nationale trots dat nog te kunnen overtroeven door een mogelijk aanzienlijk groter echt skelet, zeker als dat afkomstig was uit een van de weinige Duitse kolonies. Von Branca riep ook in de herinnering dat het eerste fossiel van Archaeopteryx door misplaatste zuinigheid naar Engeland was verdwenen; een dergelijke nationale schande mocht zich niet meer herhalen. Hij kreeg subsidie van de stad Berlijn, het Pruisische ministerie van cultuur en de Pruisische Academie van Wetenschappen. Verder bleek een honderdtal prominenten bereid donateur te worden van een fonds beheerd door een comité onder voorzitterschap van hertog Johan Albrecht van Mecklenburg-Schwerin, de Regent van Brunswijk en hoofd van de koloniale raad. In totaal haalde von Branca zo'n 180.000 goudmark op, wat de expedities tot het verreweg best gefinancierde paleontologisch veldwerk uit de wereldgeschiedenis zou maken.

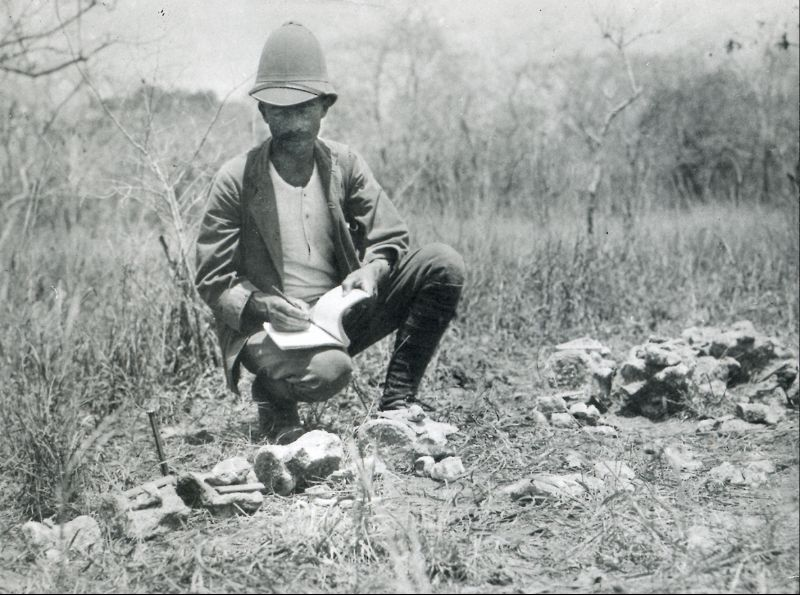
Janensch in de Tendaguru

Vier jaar achter elkaar, van 1909 tot en met 1912, werden er tochten naar de Tendaguru ondernomen. Die stonden eerst onder leiding van Werner Janensch en Edwin Hennig. De expedities vergden een enorme inzet aan mankracht, uiteindelijk zo'n vijfhonderd lokale werknemers. Allereerst omdat er geen weg naar Lindi was en alles met menselijke dragers moest worden aan- en afgevoerd; lastdieren konden niet worden gebruikt wegens de tseetseevlieg. Daartoe werden 5.400 marsen uitgevoerd. Ook moest het uitgestrekte terrein met een oppervlakte van 10 km² van de weelderige vegetatie ontdaan worden. De beenderen konden snel opgegraven worden omdat ze zich in vrij natte mergellagen bevonden; dat verleidde Janensch en Hennig er echter toe zo veel mogelijk fossielen te bergen zodat het geld snel opging aan de personeelskosten. Aan het laatste veldseizoen werd leiding gegeven door Hans Reck. Eind 1912 was er 235 ton botten naar Berlijn verscheept en 136.000 goudmark gespendeerd; dat jaar gaf Pruisen nog eens vijftigduizend mark subsidie.
In de aardlagen werd een hele fauna aangetroffen. De meest opzienbarende vondsten betroffen de beenderen van een gigantische sauropode, die in de Tendaguru Formatie zowel in de onderste, middelste en bovenste lagen met dinosauriërfossielen voorkwam, de untere, mittlere und obere Dinosauriermergel, die naar moderne inzichten dateren van 153 tot 145 miljoen jaar geleden. Het ging om skeletdelen die van vele verschillende individuen afkomstig waren. Het eerste exemplaar was op 21 september 1909 aangetroffen. Teruggekeerd in Berlijn stond Janensch voor de taak de botten schoon te maken en tot een skelet te combineren; ze waren vaak niet in verband gevonden maar los. Von Branca meldde in 1914 dat het 450 arbeidsuren vergde om een sauropodenwervel te prepareren en 160 uur om een gefragmenteerd schouderblad in elkaar te zetten uit tachtig stukken. Datzelfde jaar had Janensch voldoende van het skelet gereconstrueerd om te concluderen dat het sterk leek op dat van Brachiosaurus altithorax. Janensch benoemde daarom in 1914 twee soorten: Brachiosaurus Brancai en Brachiosaurus Fraasi; de laatste soort, vernoemd naar Fraas, werd al snel door hem identiek geacht aan B. Brancai, waarvan de soortaanduiding von Branca eert. Pas in 1929 zou hij ze formeel gelijkstellen. Naar huidige conventie krijgt de soortaanduiding geen hoofdletter meer, ook niet als die naar een persoonsnaam verwijst, zodat de soortnaam dan Brachiosaurus brancai wordt. In 1915 publiceerde William Diller Matthew in zijn The Dinosauria de eerste skeletrestauratie van Brachiosaurus, die al de welbekende en typische proporties van het dier toonde.

#### Het grootste tentoongestelde dinosauriërskelet ter wereld

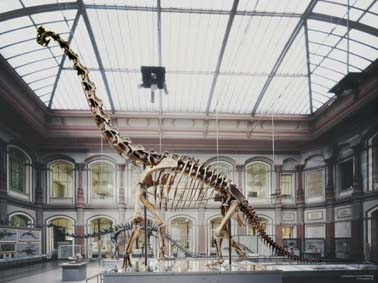
Brachiosaurus brancai in Berlijn, nog in de oude opstelling van voor 2007

Plannen voor verdere expedities werden afgeblazen door de uitbraak van de Eerste Wereldoorlog die ertoe leidde dat de kolonie Brits mandaatgebied werd. Hoewel ook de Britten verschillende expedities naar de Tendaguru ondernamen, ontbrak het hun aan het geld om nog belangrijke vondsten van Brachiosaurus te doen, met uitzondering van Frederick William Hugh Migeod die in 1930 een vrij compleet brachiosauride skelet borg, BMNH R5937, dat echter pas vanaf 2005 geprepareerd wordt en waarvan het onzeker is of het aan Brachiosaurus toebehoort. Het onderzoek naar Brachiosaurus richtte zich hierdoor op de pure beschrijving en skeletreconstructie. Janensch heeft door een serie van publicaties tussen 1922 en september 1961 B. brancai tot de meest compleet beschreven sauropode gemaakt, hoewel deze artikelen weinig invloed in de Engelstalige wereld hadden omdat ze in het Duits waren geschreven. Ze omvatten monografieën over de hand (1922), de schedel (1935/1936), de pneumatisering van de wervels (1947), de wervelkolom (1950) en de ledematen (1961).

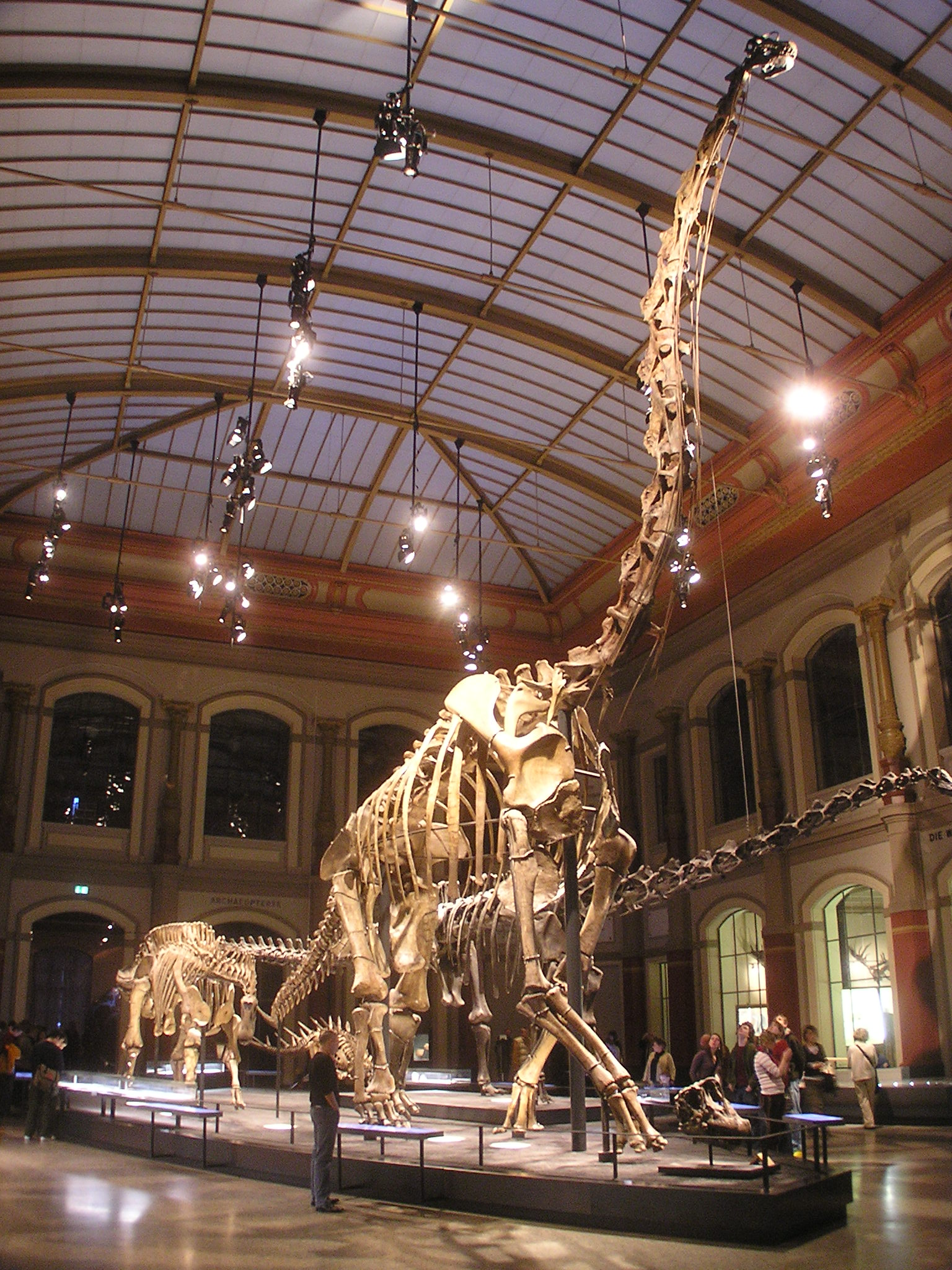
De nieuwe opstelling met rechte voorpoten. Op de achtergrond Diplodocus en Dicraeosaurus

Janensch lukte het ook om een skelet op te stellen in het Von Humboldtmuseum, toen het Museum für Naturkunde, te Berlijn. Eerst was hij van plan om afgietsels te maken van de botten en een replica neer te zetten. De Grote Depressie leidde echter tot zulke bezuinigingen dat tot een goedkoper alternatief werd overgegaan: uit de losse oorspronkelijke botten werd door preparateur Johannes Schober een skelet opgebouwd, samengesteld uit de beenderen van verschillende individuen. Ontbrekende of kwetsbare elementen, waaronder alle wervels van rug en nek, werden aangevuld of vervangen door gipsen nabootsingen; ook de wel bewaard gebleven schedel werd zo waardevol geacht dat die door een afgietsel werd vertegenwoordigd. In de zomer van 1937 werd het skelet plechtig onthuld, een gebeurtenis waarvan de propagandawaarde door het naziregime vol werd uitgebuit. Het is nog steeds het grootste tentoongestelde echte dinosauriërskelet ter wereld. Door de beroemde opstelling, in talloze illustraties weergegeven, begon het beeld van het geslacht Brachiosaurus met B. brancai samen te vallen; dat de typesoort B. altithorax is, raakte op de achtergrond.
Het skelet overleefde de bombardementen van de Tweede Wereldoorlog ongeschonden — hoewel het vrijwel in de open lucht stond nadat het glazen dak versplinterd was — en werd in 1952 gerestaureerd en weer opgesteld; daarna beperkte de DDR zich tot een goede conservering zonder dat er na 1961 verder tot onderzoek gestimuleerd werd. In 1984 werd het skelet tentoongesteld in Tokio. In 1991, na de Val van de Muur, ging het nog eenmaal op reis, naar het natuurhistorisch museum Natura Docet te Denekamp in Nederland, waar het in een circustent tentoongesteld werd omdat het reguliere museumgebouw te laag was. De Duitse eenwording leidde tot hernieuwd onderzoek. Janensch had voor zijn tijd vrij vooruitstrevende denkbeelden over sauropoden maar had wel de voorpoten te gespreid opgesteld. Men besloot het hele skelet opnieuw te restaureren en in een verbeterde houding te reconstrueren. Het is, nadat het in 2007 opnieuw werd opgebouwd met rechtere voorpoten, 13,27 in plaats van 11,87 meter hoog. In Nederland toont sinds 3 juli 2007 het Oertijdmuseum De Groene Poort in Boxtel een replica van Brachiosaurus op ware grootte.
Andere fossielen ontdekt in Zimbabwe, bij de rivier de Kadzi, zijn eind jaren tachtig door John McIntosh aan Brachiosaurus toegewezen.

#### Een apart genus:Giraffatitan

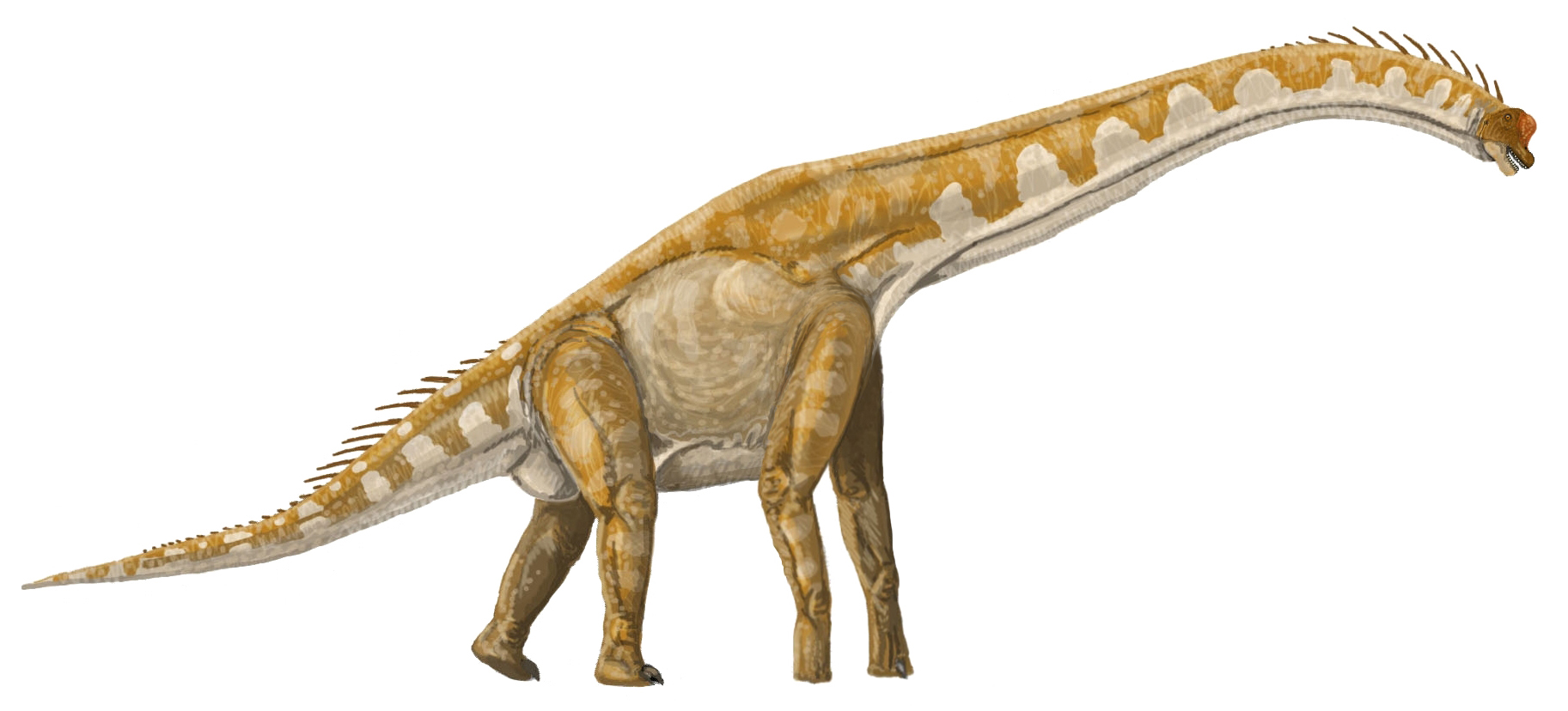
Giraffatitan

Tegen het eind van de twintigste eeuw werd in de paleontologie het zogenaamde taxonomisch soortbegrip, waarin van elkaar verschillende verwante typen een eigen soortnaam kregen binnen een geslacht, ook al kon er niet dwingend van worden aangetoond dat het echt om aparte soorten ging, langzaam verdrongen door het biologisch soortbegrip waarin vormen die niet vrijwel zeker gescheiden populaties vertegenwoordigden in één soort werden samengebracht. Bij Brachiosaurus was het tot die tijd vaak zo voorgesteld als zouden B. altithorax en B. brancai slechts de Amerikaanse, respectievelijk de Afrikaanse tak uitmaken van wat in wezen een enkele vorm was die zich over Pangea uitstrekte. Onderzoek of ze daarom niet konden worden samengevoegd tot alleen B. altithorax, leidde echter tot het inzicht dat het, zoals al in 1919 voorspeld door Richard Swann Lull, in feite om duidelijke verschillende taxa ging; het was vrijwel uitgesloten dat het één soort betrof. Dat de soorten niet slechts op het niveau van het taxonomisch soortbegrip te onderscheiden waren, kon het duidelijkst tot uitdrukking worden gebracht door voor B. brancai een eigen geslacht te benoemen.

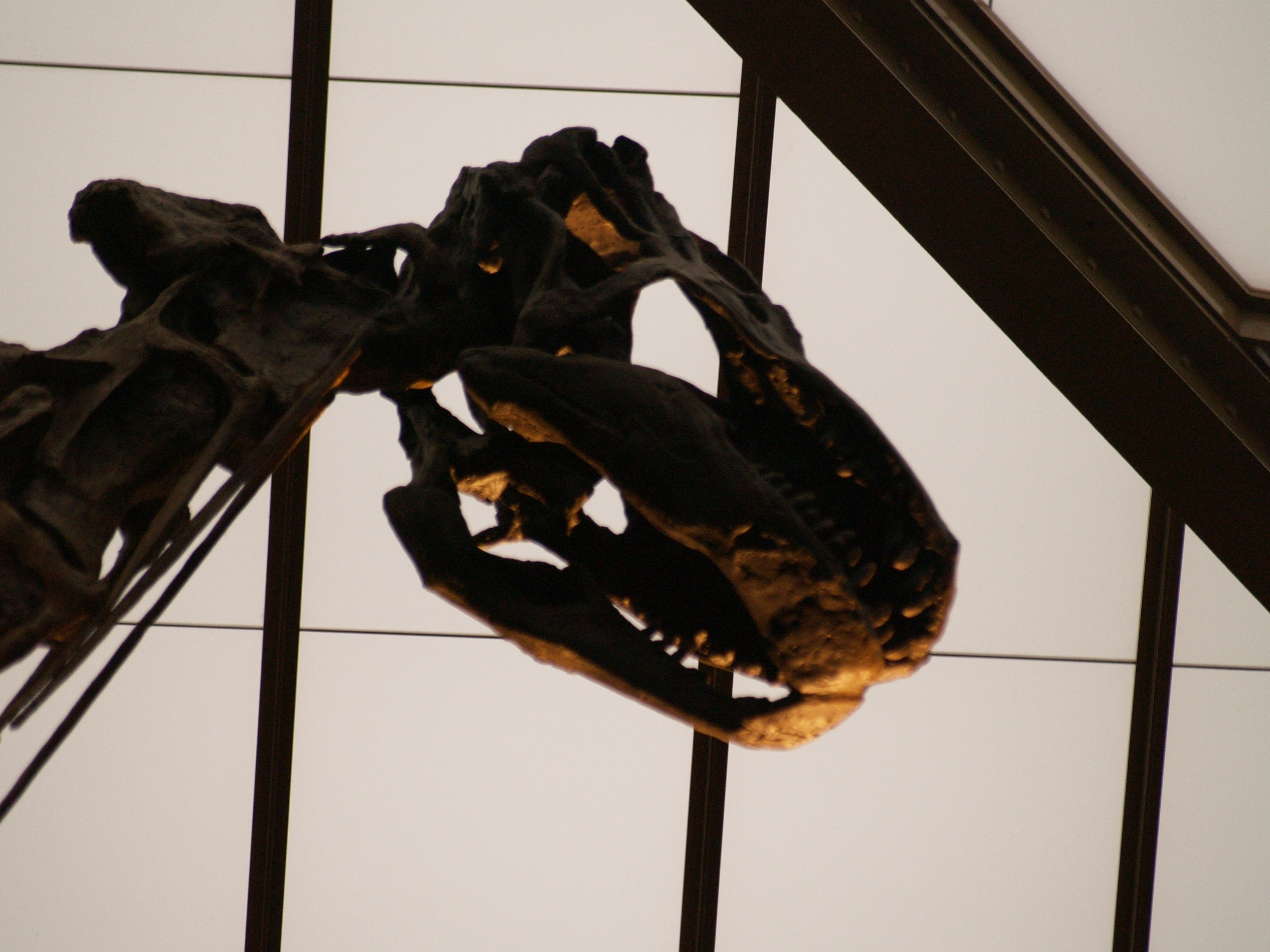
De gipsen schedel

Een eerste stap in die richting werd in 1988 door Gregory S. Paul gezet toen die aan Brachiosaurus brancai een subgenus toekende: Brachiosaurus (Giraffatitan). Brachiosaurus altithorax zou dan in het ondergeslacht Brachiosaurus (Brachiosaurus) terechtkomen. Subgenera worden bij dinosauriërs vrijwel niet gebruikt en George Olshevsky stelde in 1991 voor Brachiosaurus (Giraffatitan) als een apart vol genus te beschouwen, dus eenvoudigweg: Giraffatitan. Deze geslachtsnaam verwijst naar de giraffe en de titaan. Dit voorstel werd de eerste tijd algemeen veronachtzaamd, maar vindt de laatste jaren steeds meer instemming. In 2009 publiceerde Michael P. Taylor een studie naar de twee vormen waarin hij concludeerde dat een Giraffatitan brancai inderdaad de beste naam zou zijn. Het holotype van B. brancai, HMN S of wel Skelett S, was begin jaren dertig gebleken te bestaan uit twee skeletten. Janensch had daaruit in 1935 het kleinere HMN SI (tegenwoordig MB.R.2180) als lectotype gekozen. Taylor, hiervan onkundig doordat hij van het desbetreffende geschrift geen vertaling in het Engels bezat, wees in 2009 per abuis het grote skelet, HMN SII, als zodanig voor Giraffatitan aan; dit heeft verder geen effect: HMN SII (tegenwoordig MB.R.2181) blijft het paralectotype. Het verschil zou pas relevant worden als, zoals Taylor mogelijk acht, HMN SII en HMN SI tot verschillende taxa behoren: hij meent dat het laatste skelet meer lijkt op BMNH R5937 dat hij niet aan HMN SII identiek acht. In dat geval zouden HMN SI en BMNH R5937 tot Giraffatitan behoren en moet voor HMN SII wellicht voor de tweede maal een nieuw geslacht worden benoemd. Het opgestelde skelet bevat voornamelijk onderdelen van HMN SII; het afgietsel van de schedel is echter een op schaal gebrachte replica van een derde specimen, het apart gevonden cranium HMN t1; een tweede kopie wordt apart tentoongesteld. Volgens Taylor, die 26 verschillen in bouw tussen Brachiosaurus altithorax en Giraffatitan vaststelde, was de laatste een meer gedrongen vorm met een kortere romp en staart; het gewicht ervan zou duidelijk lager gelegen hebben.
De conclusie van Taylor heeft nog geen algemene instemming gevonden. Het wordt als bezwaarlijk ervaren dat juist het Berlijnse skelet dat het begrip Brachiosaurus bij het grote publiek bekend heeft gemaakt, nu onder een andere naam verder zou moeten.

### Brachiosaurus atalaiensis
In 1956 werd door Albert-Félix de Lapparent en Georges Zbyszewski nog een soort benoemd: Brachiosaurus atalaiensis voor in 1947 gevonden resten uit Portugal, waaraan later ook vondsten uit Noord-Afrika werden toegeschreven. Die zouden dus een Europese tak hebben kunnen vormen naast de Amerikaanse en Afrikaanse. In 2003 werd de soort echter ondergebracht in een eigen genus: Lusotitan Antunes & Mateus, 2003.

### Brachiosaurus nougaredi
In 1960 benoemde de Lapparent nog een soort: Brachiosaurus nougaredi voor resten, een sacrum, een scheenbeen, middenvoetsbeenderen en delen van de voorste ledematen, die eind jaren vijftig door oliegeoloog F. Nougarède bij Wargla in Algerije waren gevonden. Het gaat hier om fossielen waarvan later vastgesteld werd dat ze uit het Albien stammen, zo'n veertig miljoen jaar jonger dan Brachiosaurus altithorax of Giraffatitan. Alleen hierom al wordt tegenwoordig aangenomen dat het niet om Brachiosaurus kan gaan; daarbij is de naam wellicht een nomen dubium wegens de lage kwaliteit van het materiaal dat niet aan één individu toebehoorde en dat tegenwoordig ook nog eens grotendeels zoek is en geen inventarisnummer heeft. Het gevonden heiligbeen, oorspronkelijk ongeveer 1,3 meter lang, moet aan een gigantisch dier hebben toebehoord. Het benadert in lengte de grootste heiligbeenderen die bekend zijn van exemplaren van Argentinosaurus en Apatosaurus. Uit de vorm van de middenhandsbeenderen blijkt dat het een of ander lid van de Titanosauriformes betreft.

### Ultrasauros
In 1985 benoemde de amateurpaleontoloog James Jensen resten van een gigantische sauropode die hij in de Dry Mesa had gevonden als Ultrasaurus mcintoshi. Het ging om wervels en een stuk schoudergordel. Later bleek er al in 1983 een Ultrasaurus te zijn benoemd en in 1991 stelde George Olshevsky informeel de vervangende naam Ultrasauros voor. Volgens Jensen behoorden de fossielen aan een brachiosauride die ongeveer vijftien procent langer en anderhalf keer zwaarder was dan Brachiosaurus. Hij liet een afgietsel maken van het stuk schoudergordel en vulde die aan met een voorpoot door de overeenkomende beenderen van Brachiosaurus op schaal te kopiëren. Vele malen werd hij, naast deze assemblage staand, in persfoto's afgebeeld.
Brian Curtice wees vanaf 1995 de meeste resten toe aan Supersaurus, een lid van de Diplodocidae, waaronder ook het holotype BYU 9044, zodat Ultrasauros zelfs indien een valide naam geacht, in ieder geval een jonger synoniem van Supersaurus zou zijn. Hij en G.S. Paul meenden dat althans de schoudergordel aan Brachiosaurus altithorax moest worden toegewezen. Volgens Taylor echter kon ook dit laatste bot niet betrouwbaar worden geïdentificeerd en gold dit ook voor een ruggenwervel, BYU 13023, die later in de Dry Mesa was gevonden. Daarbij zou het schouderblad juist wijzen op een kleiner exemplaar dan het Berlijnse specimen.

## Beschrijving

### Algemene bouw en grootte

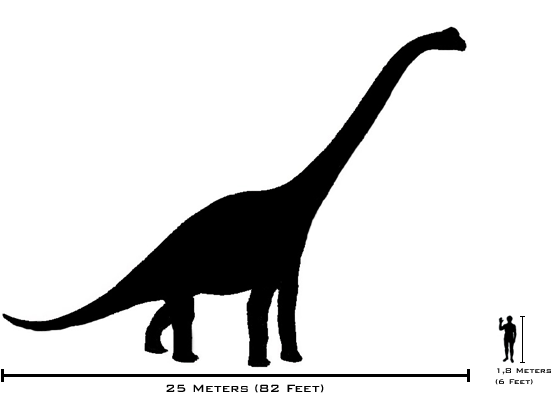
Een groottevergelijking met een mens

Brachiosaurus toont een aantal typische kenmerken van de groep waartoe hij behoort: de Sauropoda. Zo heeft hij een kleine kop in verhouding tot zijn lichaam, een grote romp, rechte poten en een lange nek. In absolute zin hebben sauropoden vooral een zeer gróót lichaam: ze behoren tot de grootste landdieren die ooit op Aarde geleefd hebben. Ook in dat opzicht is Brachiosaurus een typische sauropode die slechts in zoverre afwijkt dat hij ook nog eens uitzonderlijk groot was. Janensch bepaalde de lengte van de wervelkolom plus schedel van B. brancai op 22,16 meter — maar gaf door een optelfout de vaak vermelde lengte van 22,46 meter.
Brachiosaurus heeft echter ook eigenschappen die kenmerkend waren voor de meer beperkte groep van de Brachiosauridae, waarin Brachiosaurus zelf en enkele verwante soorten verenigd waren. Anders dan veel andere sauropoden, hebben de brachiosauriden een vrij korte staart. Daarentegen hebben ze zeer lange voorpoten. De romp liep daardoor vrij schuin naar achteren af, misschien de reden dat de staart zo kort is. Door de lange ledematen maakt Brachiosaurus en zeker ook Giraffatitan ondanks de absolute grootte een vrij elegante indruk. Geen van beide vormen is bijzonder massief gebouwd. Ook in letterlijke zin was het skelet niet massief: veel wervels zijn sterk uitgehold om gewicht te besparen.

### Stand van de nek
Traditioneel werd de stand van de nek als erg schuin gezien. Brachiosaurus zou zich dan gespecialiseerd hebben in het bereiken van zo hoog mogelijke plantendelen. Volgens Robert Thomas Bakker kregen sommige andere sauropodengroepen, zoals de Diplodocidae, voor datzelfde doel een geheel andere lichaamsbouw: de nek zelf was weinig buigzaam maar het dier ging op de achterpoten staan om zich toch het nodige bereik te verschaffen. De hoge voorpoten van Brachiosaurus, een aanpassing om de nekbasis zo hoog mogelijk te brengen, zouden die methode dan overbodig maken.

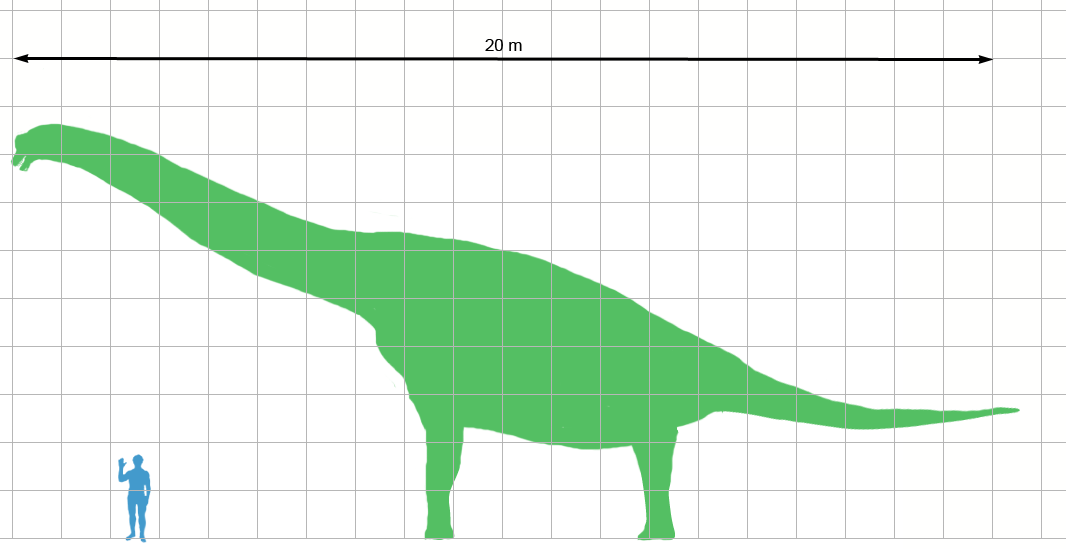
Een typische afbeelding van Giraffatitan met "afhangende" nek

In de jaren negentig echter kwamen sommige paleontologen tot de overtuiging dat de meeste sauropoden laag boven de grond aten. De lange nek zou niet geëvolueerd zijn om het verticale maar het horizontale bereik te vergroten. Dit werd ondersteund door een computeranalyse van de beweeglijkheid van de nek uitgevoerd binnen het Digimorph-project, die zou wijzen op een minimale onderlinge beweeglijkheid van de halswervels. Brachiosaurus paste niet goed binnen dit model omdat de hoge voorpoten een duidelijke aanwijzing waren dat het voedsel op zekere hoogte gezocht werd. Kent Stevens wees er echter op dat ook bij een weinig ten opzichte van de nekbasis geheven nek, waarbij de wervels onderling een hoek van niet meer dan drie graden maakten, de kop toch op negen meter hoogte gehouden kon worden. Hoewel Brachiosaurus dus inderdaad bij voorkeur zijn voedsel niet op de grond zocht, kon althans het element van een geringe beweeglijkheid gehandhaafd blijven. In deze visie versterkten de voorpoten de neklengte niet zozeer maar maakten ze het mogelijk ondanks een stijve nek toch van hogere plantendelen te eten. In navolging van deze interpretatie werd het populair Brachiosaurus met een aan het kopeinde afhangende nek af te beelden.
Deze hypothese is niet algemeen aanvaard. Een probleem bij het toetsen ervan is dat nek van B. altithorax helemaal niet bekend is en dat de gevonden onderste nekwervels van Giraffatitan bovenop zo zwaar beschadigd zijn dat hun onderlinge beweeglijkheid niet vastgesteld kan worden. Er was in ieder geval geen sprake van een abrupte overgang of knik: de achterste nekwervels waren niet wigvormig en maakten slechts een geleidelijke bocht naar boven mogelijk. Sommige afbeeldingen van skeletten lijken dat iets anders aan te geven maar dat komt doordat ze correct tonen dat de overlapping met de volgende nekwervel kantelt als de nek gekromd wordt.
In 2007 publiceerde Andreas Christian een onderzoek dat uitging van een andere benadering om de stand van de nek te meten: de positie van de drukpunten op de wervelcentra van B. brancai. Deze zouden aantonen dat de nek in rustpositie een S-vorm aannam waarbij het rechtere middengedeelte een hoek van zestig tot zeventig graden maakte met het horizontale vlak. Tijdens het lopen zou de nek een twintig graden lager gehouden zijn. Horizontale bewegingen zouden gemaakt zijn door de nekbasis te draaien; Janensch had al ontdekt dat het middendeel nauwelijks zijdelings bewogen kon worden. Deze uitkomsten sluiten aan bij analyses van G.S. Paul die meende dat door enkele centimeters dikke tussenwervelschijven de lijn van de middelste nekwervels van de meeste sauropoden een hoek van ongeveer vijfenveertig graden met de ruggenwervels had kunnen maken wat bij de al schuine rug van Brachiosaurus de nek zo'n zestig graden omhoog had doen steken.

### Gewicht

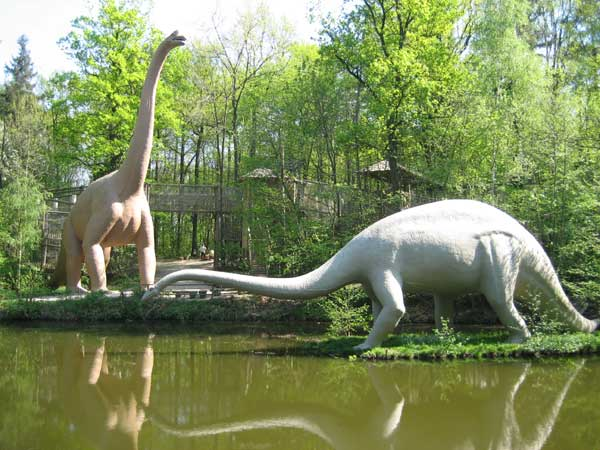
Onnauwkeurige modelleringen zoals deze zullen bij meting een volstrekt onjuiste schatting opleveren

Omdat Brachiosaurus gezien werd als het grootste bekende landdier, riep dat de vraag op hoeveel dat eigenlijk woog. In 1935 schatte Janensch het volume van de twee skeletten op respectievelijk 25 en 32 m³. In 1950, in een bespreking van het opgestelde skelet, noemde hij een cijfer van veertig ton. Janensch kwam vermoedelijk tot zijn schatting door wat losse berekeningen uit te voeren. In latere jaren probeerde men methoden voor het bepalen van het gewicht van uitgestorven dieren te ontwikkelen die exacter zouden moeten zijn. Die werden vaak op Brachiosaurus toegepast omdat het als een aansprekend en spectaculair geval kon dienen. Opvallend is dat de resultaten tot wel een factor 5 van elkaar zouden verschillen, mede door afwijkende inschattingen van de dichtheid van de weefsels.
In 1962 mat Edwin Colbert een volume van 86,953 m³ waarbij hij, uitgaande van een soortelijk gewicht van 0,9, op een schatting van 78.258 kilo uitkwam. Hij paste daarbij de in beginsel vrij exacte methode toe van het onderdompelen van een model in los zand om de verplaatsing vast te stellen. Helaas, dat model was een stuk speelgoed met de typische opgeblazen vorm die dinosauriërs in die periode kregen, zodat de meting een veel te hoge waarde opleverde. Desalniettemin wordt het getal nog veel genoemd in populair-wetenschappelijke boeken. Dale Russell kwam in 1980 op een veel lager getal uit van 14,9 ton, door te extrapoleren vanuit de diameter van het opperarmbeen en het dijbeen. In 1985 herzag hij zijn schatting door nu uit te gaan van de omtrek van deze botten en vond zo een gewicht van 29 ton. In 1994 berekende Jan Peczkis met dezelfde methode een gewicht van veertig ton. In 1988 had G.S. Paul een zeer nauwkeurig schaalmodel gebouwd en door onderdompeling in water een volume van 36,585 m³ gemeten; hij schatte het gewicht op 31,5 ton. In 1985 had Robert McNeill Alexander met eenzelfde methode, zij het dat opnieuw een speelgoedmodel, nu van het British Museum of Natural History, gebruikt werd, 46,6 ton gevonden. In 1995 gebruikte Hans-Christian Gunga een lasermeting, stereofotogrammetrie, van het skelet, op grond waarvan een virtueel model werd opgebouwd uit eenvoudige geometrische vormen, om het volume te bepalen en kwam uit op 74,42 m³ waarbij hij een gewicht schatte van 63 ton; in 2008 stelde hij die schatting, na toepassing van realistischer vormen, bij tot 47,9 m³. Donald Henderson gebruikte in 2004 een computermodel dat een volume van 32,398 m³ opleverde en een gewicht van 25.789 kilogram; in 2006 werd dat bijgesteld tot 25.922 kilogram. In 2007 kwam Gerardo Mazzeta uit op 39,5 ton door meting van een schaalmodel. In 2009 paste Gary Packard een allometrische extrapolatie toe vanuit de gewicht-dijbeen/opperarmbeenomtrek-verhouding bij huidige grote zoogdieren en kwam uit op achttien ton. Hierbij werd geen rekening gehouden met de afwijkende bouw van Brachiosaurus. Taylor nam in 2009 tekeningen van G.S. Paul als basis voor een computermodel, hetgeen 23.337 kilogram opleverde. In 2012 gebruikte William Sellers opnieuw een lasermeting maar telde bij het gemeten skeletvolume eenvoudigweg eenentwintig procent op, een waarde verkregen door meting bij een reeks nog levende grote zoogdieren, en kwam uit op een gewicht van 23,2 ton bij een aangenomen soortelijk gewicht van 0,8. Een soortgelijke methode in 2015 door Karl Bates uitgevoerd kwam op 25,2 ton uit.
Al deze schattingen — waarvan die van Paul uit 1988 omdat zij gebaseerd is op een zeer betrouwbare methode in de literatuur vaak als uitgangspunt wordt genomen — zijn gebaseerd op het tentoongestelde skelet. Andere skeletdelen uit de Tendaguru wijzen echter op iets grotere individuen. Zo heeft specimen HM XV2, een kuitbeen, met 134 centimeter een lengte die een achtste hoger ligt dan het overeenkomende 119 centimeter lange bot van HMN SII, het opgestelde skelet van Giraffatitan. Dit wijst op een totaalgewicht dat een veertig procent hoger ligt, wat bij de schatting van Paul het gewicht op 43 ton zou brengen. Uitgaande van de nieuwe opstelling van 2007 zou het hoofd bijna vijftien meter hoog gedragen zijn. Het individu had wellicht een grootte die vergelijkbaar was met Sauroposeidon.

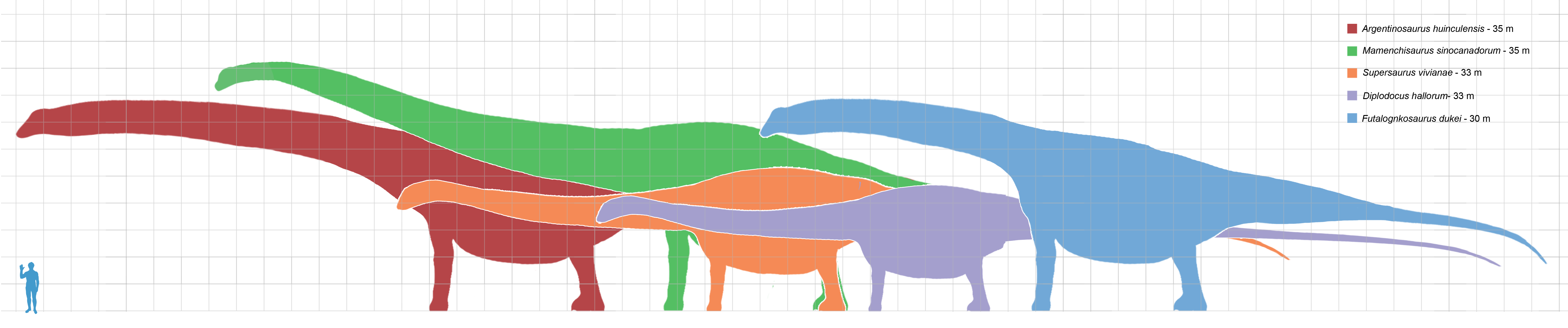
Verschillende sauropoden waren minstens even zwaar als Brachiosaurus

Voor een brachiosauride had de typesoort Brachiosaurus altithorax een vrij langgerekte romp en staart. Die was daarmee nog zwaarder dan Giraffatitan. Paul schatte in 1998 het gewicht op 35 ton. Frank Seebacher deed in 2001 een schatting van 28,2646 ton door uit te gaan van simpele polynominale functies die een hypothetische lichaamsvorm beschreven, met ovale doorsneden. In 2007 schatte John Foster het gewicht op 43.896 kilogram, uitgaande van de omtrek van de beenderen van de ledematen. In 2009 publiceerde Michael Taylor de vierde gewichtsschatting voor B. altithorax. Hij berekende door zijn computermodel van Giraffatitan met de grotere lengte van B. altithorax te corrigeren, een volume van 35,86 m³ wat een gewicht opleverde van 28.688 kilogram. Daarbij moet worden bedacht dat het gevonden exemplaar nog niet volgroeid was.
Al ten tijde van de eerste vondsten van Brachiosaurus waren de fragmentarische resten beschreven van een sauropode die veel groter geweest moest zijn: Amphicoelias. Alleen doordat aan dit dier weinig aandacht werd geschonken, kon Brachiosaurus zijn reputatie vestigen als grootste landdier. De laatste jaren heeft een golf aan nieuwe ontdekkingen hem ook van de onverdiende faam beroofd: Sauroposeidon, Supersaurus, Seismosaurus, Argentinosaurus, Paralititan, Antarctosaurus, Puertasaurus en Futalognkosaurus evenaren of overtreffen hem in grootte.

### Skelet vanB. brancai/Giraffatitan

#### Schedel en onderkaken

##### Schedel

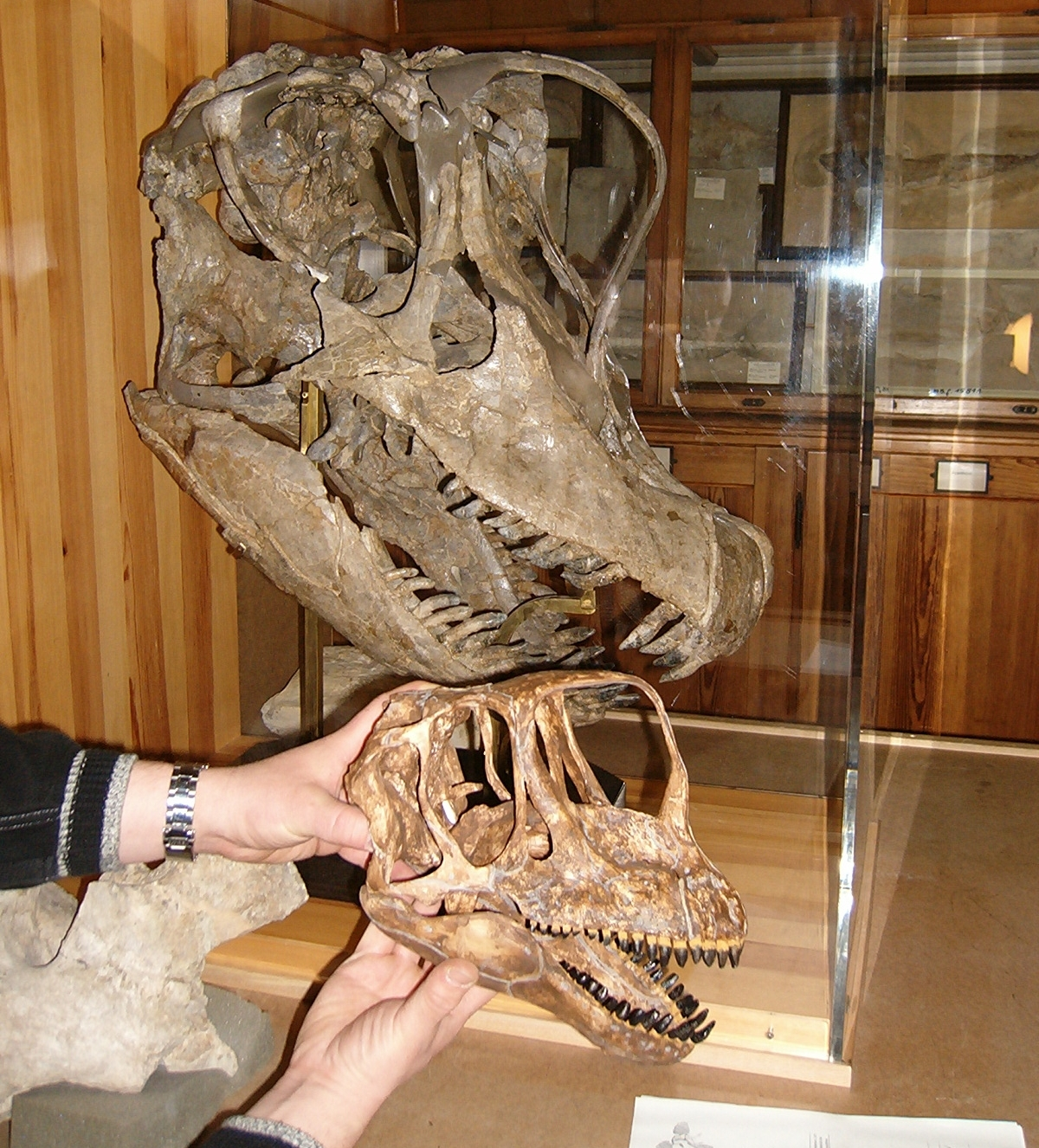
De schedel van HMN t1 vergeleken met die van de dwergvorm Europasaurus

De schedel van Giraffatitan is het best bekend van de specimina HMN SI en HMN t1. Janensch heeft aan de hand van het laatste specimen, dat ongeveer zeventig centimeter lang is, de schedel in groot detail beschreven. Hij is matig verlengd en heeft van bovenaf bezien een U-vorm. Het is een open en lichte constructie, waarvan het gewicht beperkt wordt door vele schedelopeningen: de onderste en bovenste slaapvensters, de oogkassen, de fenestrae antorbitales en de neusgaten. De openingen worden gescheiden door smalle beenspanten. Deze dus weinig massieve buitenwand, waarvan alleen langs de krachtlijnen nog bot aanwezig is, omhult een vrijwel lege binnenkant. Achteraan bevindt zich een kleine afhangende hersenpan die slechts zwak verbonden was met het verhemelte. Ondanks het ontbreken van een starre verbinding op dit punt en de lichte bouw meende Janensch dat de schedel als geheel slechts een geringe interne beweeglijkheid van de schedeldelen ten opzichte van elkaar, ofwel kinesis, bezat. Hoewel klein ten opzichte van het geheel van het lichaam, is de omvang van de schedel in absolute zin aanzienlijk, met bij HMN SII een lengte van zo'n tachtig centimeter.

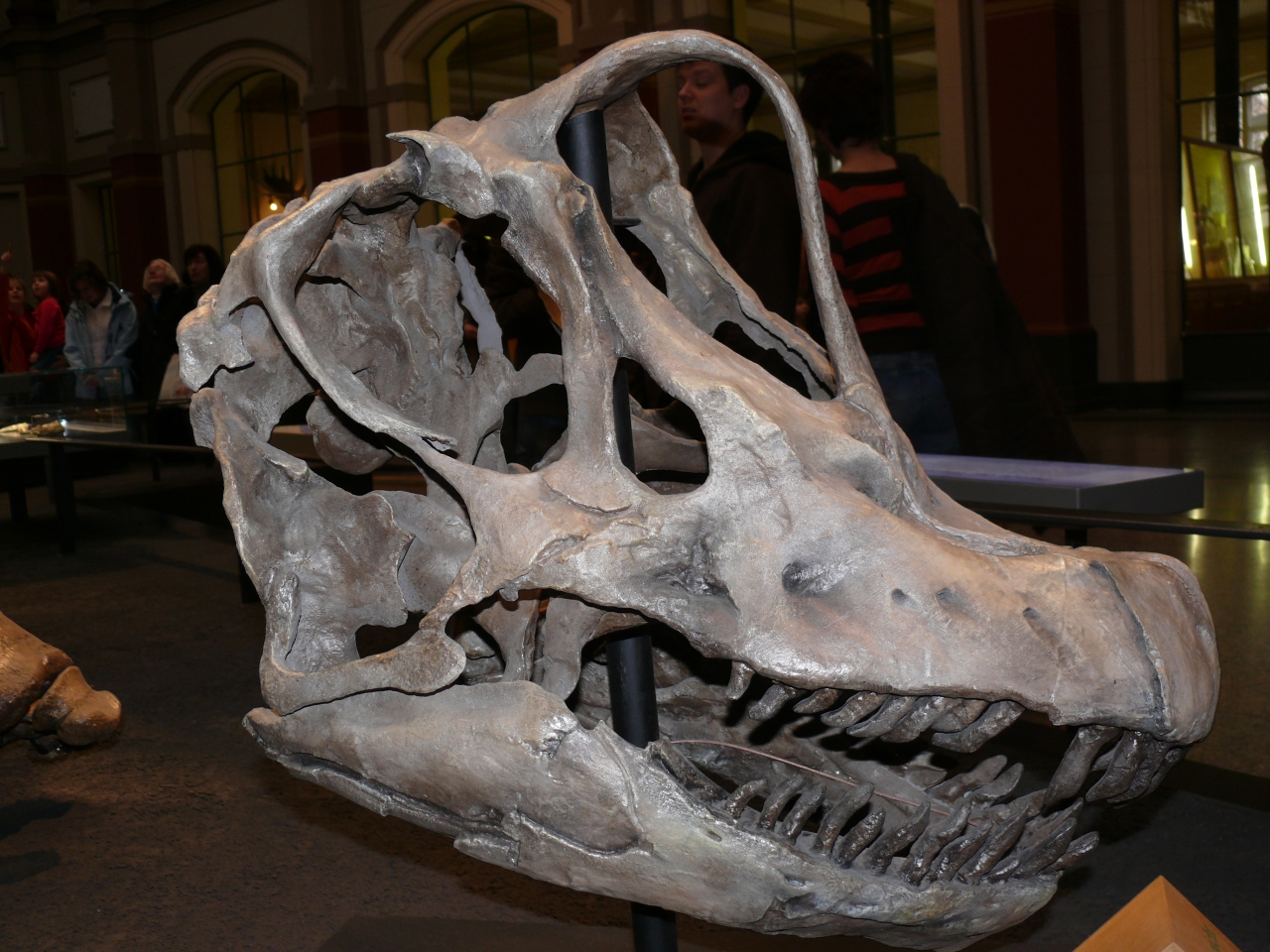
Gerestaureerd en tot het formaat van HMN SII vergroot afgietsel van de schedel

Ten opzichte van het achterstuk van de schedel is de basis van de snuit wat naar beneden gericht, zodat de hele voorkant iets afhangt. Naar voren toe kromt de snuit geleidelijk omhoog zodat de bovenkaken opgetrokken lijken te zijn en in combinatie met de hogere mondhoeken Giraffatitan een permanente grijns op het gezicht draagt. In de ronde snuit vormen de tanddragende beenderen van de bovenkaken, de praemaxillae en maxillae, een opstaande rand die licht naar binnen bolt. Aan de achterrand van de praemaxilla bevinden zich twee kleine foramina, schedelgaten. De achterliggende maxilla heeft een opgaande tak die relatief ver naar achteren gelegen is. Bovenaan gaat de snuitrand vrij plots over in een diepe uitholling, ongeveer twaalf centimeter lang en veertien breed bij HMN t1, van de bovenkant van de snuit. Vanuit deze holte glooien naar achteren toe twee enorme bolle neusgaten omhoog, van elkaar gescheiden door twee dunne stroken been, die tussen de ogen het hoogste punt van de schedel vormen, 27 centimeter boven de snuit verheven. Deze beenspanten bestaan onderaan uit uitlopers van de praemaxillae, bovenaan uit de voorkanten van de neusbeenderen. De neusgaten zijn groter dan de eivormige tweeëntwintig centimeter lange oogkassen; de onderaan tussenliggende fenestrae antorbitales zijn erg klein met een lengte van twaalf centimeter. De ogen worden ondersteund door een scleraalring samengesteld uit kleine platte botjes. Meestal wordt de snuit in illustraties hol afgebeeld maar bij het levende dier moet de uitholling gevuld zijn geweest door een of ander orgaan dat het bovenprofiel van de kop bol zal hebben gemaakt.
De neusbeenderen krommen bovenop weer naar beneden om over te gaan in het schedeldak dat een driehoekige vorm heeft, 41,5 centimeter lang en 36 centimeter breed bij HMN t1, en samengesteld is uit de voorhoofdsbeenderen en de wandbeenderen waarin zich de horizontaal liggende bovenste slaapvensters bevinden. Er is in het vrij kleine wandbeen geen aparte parietaalopening. De achterkant van de wandbeenderen maakt met de voorkant een haast rechte hoek die de overgang vormt naar het achterhoofd, dat 37 centimeter hoog en 36 centimeter breed is. Daar zijn ze versmolten met een enkel groot en dik os supraoccipitale waarop een zeer grote middenbult zit als aanhechting voor de nekpezen en die onderaan de bovenrand vormt van het achterhoofdsgat, de achteringang van de kleine hersenpan. De hersenpan is kort maar hoog. Aan de voorkant ervan steekt onderaan een uitzonderlijk lang en smal os parasphenoideum schuin naar beneden. De schuin naar beneden en achteren gerichte uitsteeksels aan het os basipterygoideum daarachter zijn juist relatief kort en stevig. Meer naar boven vormt het os orbitosphenoideum een boegvormige punt. Daarachter steken aan beide zijden vleugelvormige platen uit, ieder gevormd door een os laterosphenoideum. Een tweede paar vleugels daar weer achter, ieder bestaande uit een os prooticum, sluit aan op de ossa opisthotica aan de achterkant van de schedel. Het supraoccipitale is naadloos vergroeid met de zijdelings uitstekende exoccipitalia, waarvan de bases onder het achterhoofdsgat mede de condylus occipitalis vormen, de iets naar beneden gerichte knobbel die als raakpunt dient met de halswervels. Aan hun buitenste zijden zijn de exoccipitalia via de opisthotica verbonden met 23 centimeter lange afhangende quadrata die de zijkanten van het achterhoofd uitmaken.

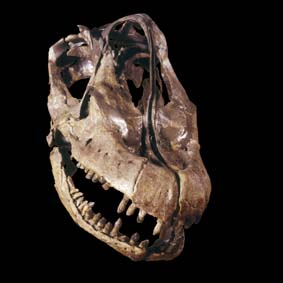
De schedel van de voorzijde bezien

De onderkant van de schedel wordt aan iedere zijde gevormd door een vleugelbeen of os pterygoideum dat als een onregelmatige naar boven gekromde plaat tussen de verschillende schedeldelen gespannen is: in de rechter- respectievelijk linkerachterhoek is het met een tak vergroeid aan het quadratum, middenin zorgen het os palatinum en het traversum voor twee korte gescheiden verbindingen met de achterkant van de maxilla, vooraan loopt het vleugelbeen via de smalle praevomer naar de praemaxilla en bovenop zorgt het basipterygoïde voor de verbinding met de hersenpan. Tussen deze vijf verbindingen bevinden zich weer openingen zodat de schedel nog lichter wordt: tussen de quadrata en de hersenpan bevindt zich voornamelijk lege ruimte die naar voren doorloopt naar de choanae, de grote openingen in het verhemelte tussen de vleugelbeenderen en het gewelf van de onderkant van de maxillae. Het afhangen van de hersenpan dringt het grote, vijfentwintig centimeter lange, onderste slaapvenster tot onder de oogkas, waarvan het gescheiden is door een dun naadloos vergroeid postfrontale en os postorbitale. De achterkant van dit slaapvenster wordt bovenaan, waar het vergeleken met de toestand bij de Diplodocidae nog vrij breed is, gevormd door het squamosum, en middenin door het vrijwel verticale quadratum. Dit is via het quadratojugale, dat het venster onderaan begrenst en meteen afscheidt van een onderste postpalatinale opening die zich tot het vleugelbeen uitstrekt, verbonden met het jukbeen. Dit jugale dient als verbindingsstuk tussen vier takken: achteraan het quadatrojugale, bovenaan het postorbitale, daarvoor het traanbeen dat de beenspant vormt tussen de oogkas en de fenestra antorbitalis, en vooraan de achterkant van de maxilla. Tussen de maxilla en het quadratojugale raakt het jukbeen net de bovenkaakrand, een uitzondering bij de Sauropoda. Tussen de fenestra antorbitalis en het neusgat bevindt zich de opgaande tak van de maxilla, welke vanwege de zwakte van de neusbeenderen het merendeel van de krachten bij het bijten opvangt.

##### Onderkaken

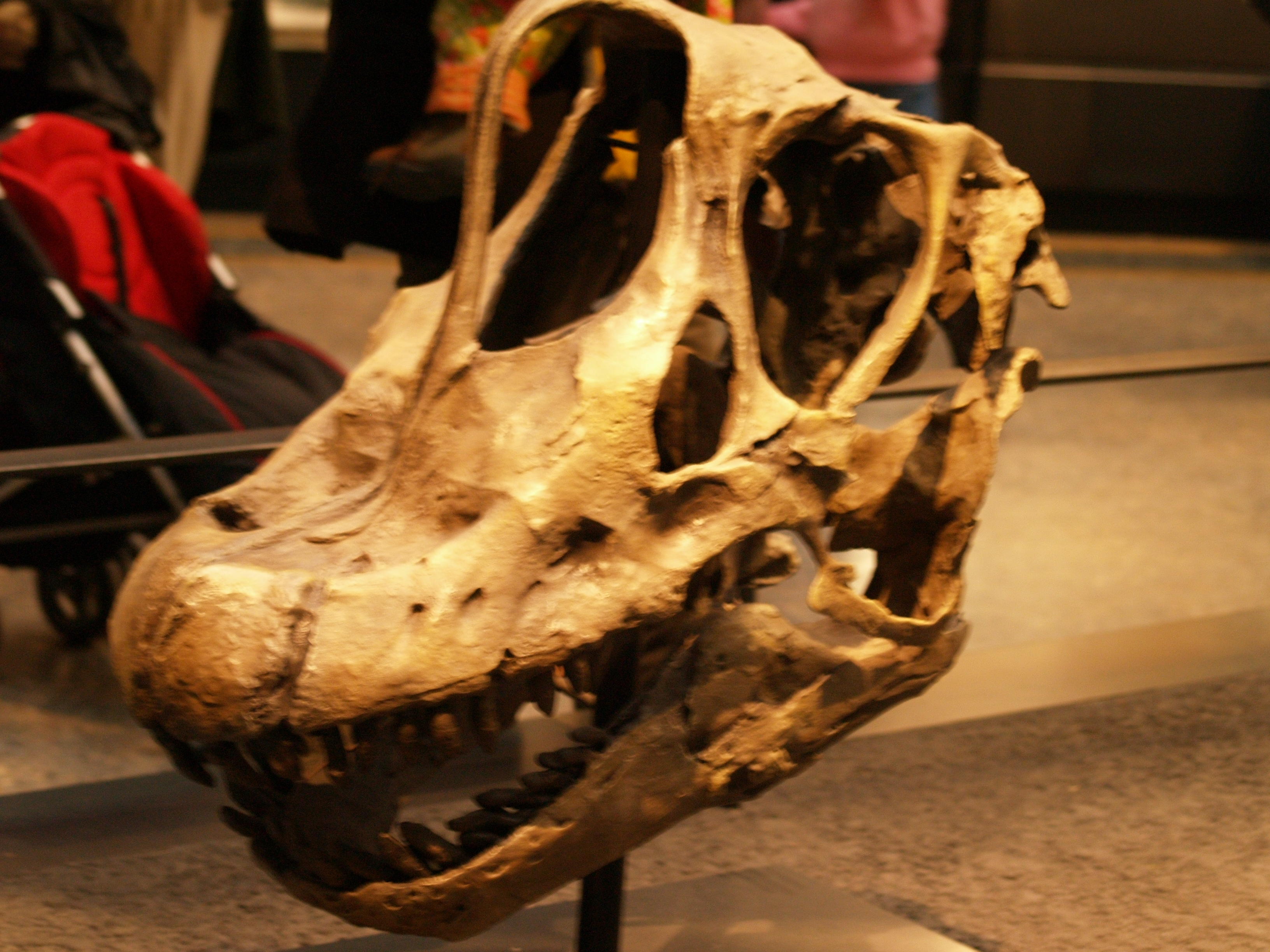
De onderkaak was middenin en achteraan het smalst

De onderkaken zijn, zoals bij de meeste sauropoden, niet bijzonder robuust gebouwd. Wel zijn ze tamelijk massief, zonder enig fenestra. Van bovenaf bezien vormen ze een U-vormige structuur die iets kleiner is dan die van de schedel zodat de onderkaken bij sluiting binnen de bovenkaken passen. Vooraan zijn ze niet hecht vergroeid in een symfyse. De hoogte van de onderkaken is ongeveer gelijk aan die van de snuitrand, wat voor een sauropode een relatief krachtige constructie oplevert, zij het wat zwakker dan bij Camarasaurus. Het voorste onderkaakbot, het dentarium of dentale, draagt dertien tot vijftien tanden. Bovenop is het profiel ervan wat uitgehold wat aansluit bij de bolle onderkant van de bovenkaak. Ook het benedenprofiel is iets hol zodat het dentarium als geheel een middelste insnoering van de onderkaak veroorzaakt. Aan zijn achterkant raakt het dentale het os supraangulare dat vooraan het hoogste punt van de onderkaak vormt en naar achteren vrij steil naar beneden loopt, waar het helemaal achteraan een klein en plat articulare draagt, de onderkant van het kaakgewricht dat scharniert met het quadratojugale in de schedel. Aan de onderkant van de onderkaak verzorgt het angulare de verbinding tussen het dentale en het articulare. Die vormgeving als geheel brengt het scharnierpunt lager wat de hefboomwerking en daarmee de bijtkracht verhoogt. Het kaakgewricht is ruw wat duidt op een dikke laag kraakbeen dat de bijtkrachten moest weerstaan.
De genoemde botten vormen de sterke buitenwand van de onderkaak. De binnenwand is samengesteld uit veel dunnere beenplaten: achteraan het praearticulare en daarvoor het spleniale. De bovenrand bestaat hier uit het dunne complementare dat als een dunne beenspant de ruimte tussen de achterkant van het supraangulare en het dentale overspant. Tussen beide wanden is de onderkaak hol; die holte dient mede als aanhechtingspunt voor de pees van een bovenaan aan de binnenkant van de schedel, vermoedelijk het vleugelbot, bevestigde sluitspier, de musculus pterygoideus.

##### Tanden
Het gebit van Giraffatitan is behalve van de schedels ook van specimen WJ 4170 bekend, een stel bovenkaken in 1912 door Reck opgegraven. Daarnaast zijn nog zesenvijftig losse tanden aangetroffen in een twintigtal groeven. De tanden werden permanent individueel gewisseld. Steeds groeiden vervangingstanden onder de oude tand uit het kaakbeen zodat versleten of beschadigde elementen snel verloren gingen. In enkele gevallen lagen de tanden echter op een rij. Janensch verklaarde dat door aan te nemen dat die uit een ontbindende schedel waren gegleden welke later door een stroom werd weggespoeld terwijl de tanden in de modder achterbleven. Onder de vervangingstand is aan de binnenzijde van zijn wortel meestal alweer een volgende tand in aangroei, zodat er drie generaties in de kaken aanwezig zijn.
De tanden zijn homodont, gelijkvormig onafhankelijk van de tandpositie, wat de normale toestand is bij de reptielen. De homodontie betreft niet de individuele variatie tussen de tanden; in dat opzicht zijn de tanden van Giraffatitan in feite juist erg onregelmatig van vorm. In grootte zijn de voorste tanden ongeveer gelijk; vanaf de negende tot elfde tand neemt de omvang duidelijk af en worden de tanden ook stomper. De tanden hebben een maximale lengte van kroon en wortel tezamen van 10,5 centimeter, een maximale breedte van 22,2 millimeter. De kleinste gevonden losse tand had een hoogte van maar 11,5 millimeter; volgens Janensch moet die aan een jong dier toebehoren.
De tanden zijn tamelijk lang en spatelvormig. Onderaan heeft de tandkroon een ovale doorsnede die naar boven toe verdikt. Helemaal bovenaan vernauwt hij zich tot een punt. De tandkroon heeft een bolle buitenkant in het midden bedekt door drie of vier verticale richels en een vlakkere binnenkant. De tanden zijn licht naar binnen en naar achteren gekromd — vanwege het eerste kenmerk is de binnenkant dus hol over de lengterichting. De achterste tanden kunnen echter naar voren gaan buigen zodat er een soort knik ontstaat, een effect dat zich bij WJ 4170 duidelijk voordoet. Op de punten van de ovale doorsnede zijn er vrij scherpe tandranden. De tanden overlappen elkaar licht: de mesiale rand, die welke naar de voorkant van de schedel gericht is, bevindt zich achter de distale rand, de achterrand van de voorliggende tand. Er is geen duidelijke grens tussen tandkroon en tandwortel: het email neemt geleidelijk richting tandwortel in dikte af om iets over de helft van de tandlengte geheel te verdwijnen. De tandwortel is lang en zuilvormig met een ovale doorsnede.
De tanden staan in de bovenkaak schuin naar achteren toe en in de onderkaak juist schuin naar voren. In beide gevallen zijn ze ook iets naar buiten gericht. De tanden in de onderkaak zijn wat breder en minder gekromd. Doordat de onderkaken kleiner zijn dan de bovenkaken en hun tandrijen korter zijn, verdwijnen de ondertanden bij het sluiten van de bek binnen de boventanden. Aangezien de tegenoverliggende tanden juist door hun tegengestelde stand in de kaak parallel aan elkaar lopen, schuift de punt en de buitenkant van de ondertanden daarbij langs de binnenkant van de boventanden. De punten van de ondertanden raken hierdoor aan de buitenkant afgerond. Tegelijk schuiven bij de meer naar achteren gelegen tanden de achterrand van de ondertanden en de voorrand van de boventanden over elkaar zodat daar flinke slijtvlakken ontstaan die zich naarmate de tand afgesleten raakt meer naar het midden verplaatsen. Dat is heel anders dan bij de Diplodocidae waarbij alle tanden naar voren gericht zijn en bij sluiting de punten van de ondertanden tegen de binnenkant van de boventanden rusten. Bij deze laatste groep kunnen de onderkaken daarom iets teruggetrokken worden zodat er meer speling tussen ontstaat; zoals de meeste dinosauriërs was Giraffatitan echter tot geen enkele echte horizontale kauwbeweging in staat. Wel meende Janensch uit de slijtsporen een zekere zijdelingse beweging van de kaak bij het dichtbijten af te kunnen leiden.
Het aantal tanden verschilt tussen de specimina. De praemaxilla, het voorste bovenkaakbeen, draagt steeds vier tanden. Het aantal in de maxilla bedraagt bij het kleine exemplaar HNM t1 elf. Bij HNM SI is dat twaalf; het grote exemplaar HNM SII heeft in de rechterbovenkaak ook twaalf maxillaire tanden maar in de linkerbovenkaak dertien. Ook in de onderkaak is er een variatie: dertien tanden bij HNM t1, veertien bij HNM SI en bij HNM SII weer een asymmetrie: veertien links en vijftien rechts. HNM t1 heeft in totaal dus 56 tanden, HNM SI zestig, HNM SII tweeënzestig. Het verschil is verklaard als een gevolg van rijping: Naarmate het dier groeide nam de tandenrij langzaam in lengte toe, een verschijnsel dat ook van andere reptielen bekend is. Als we aannemen dat het hoogste aantal per zijde bij HNM SII de eindfase vertegenwoordigt, had een uitgegroeid volwassen dier in totaal 64 tanden.

#### Postcrania

##### Wervelkolom

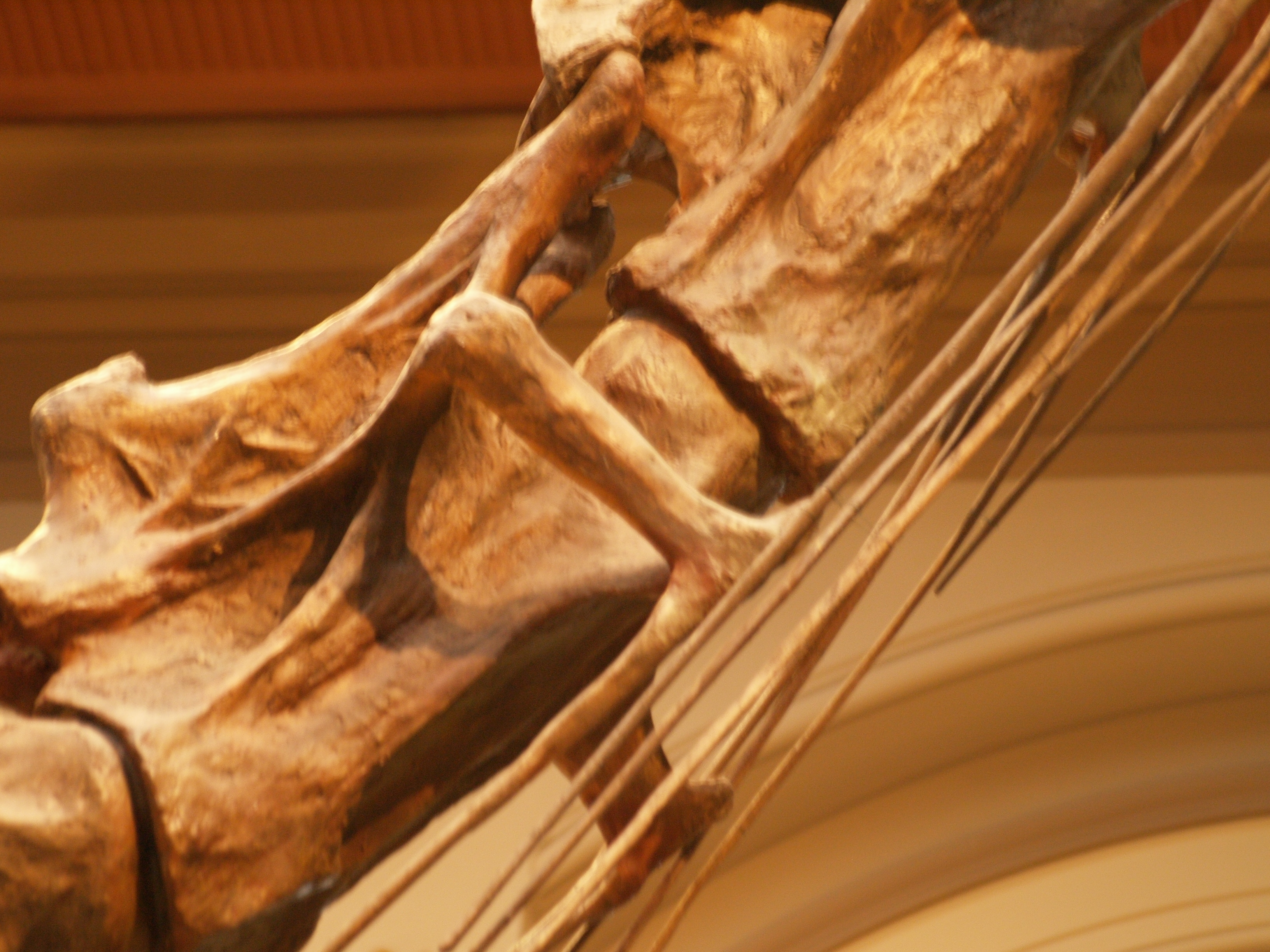
De verlengde halswervels dragen zeer lange nekribben

Het aantal wervels is niet geheel zeker. Er zijn dertien halswervels, elf of wellicht twaalf ruggenwervels, hoogstwaarschijnlijk vijf sacrale wervels en minstens vijftig staartwervels. HMN SII had in de opstelling van 1937 een neklengte van 8,78 meter, een romplengte van 3,92 meter, een sacrum dat 107 centimeter lang was en een staart van 7,36 meter.

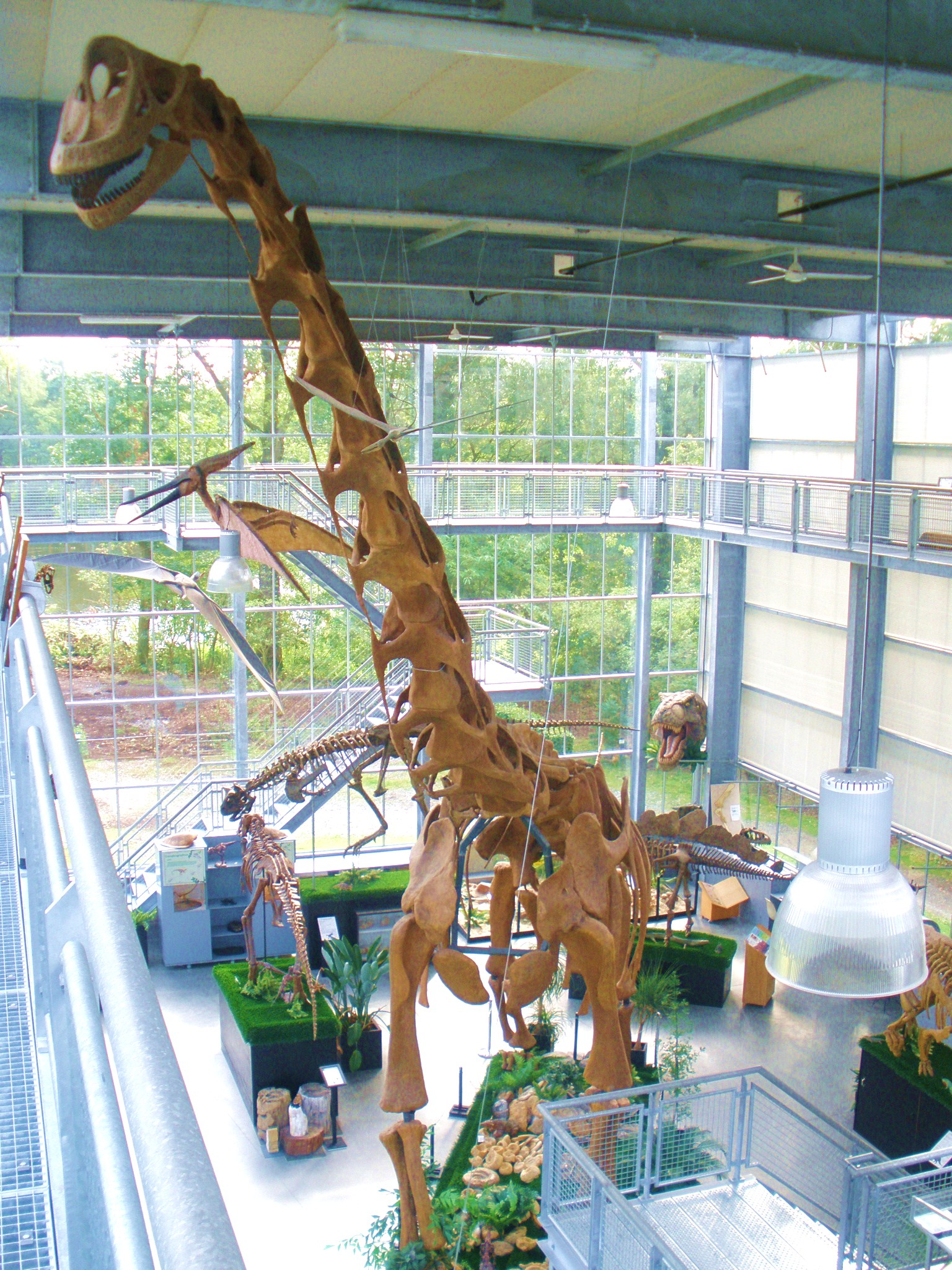
De replica in Boxtel toont een mogelijke vrij verticale stand van de nek

De halswervels zijn in het midden van de nek sterk verlengd: het langste gemeten wervelcentrum, van een tiende wervel, is een meter lang en veertig centimeter breed. Ze hebben diepe zijdelingse uithollingen, pleurocoelen. De wervelbogen bevinden zich boven het voorste vier vijfde deel van de wervelcentra. De doornuitsteeksels zijn enkelvoudig en hebben de vorm van een lage, lange, afgestompte driehoek. Hun lengte kan voor de nekbasis niet vastgesteld worden; van geen enkel exemplaar zijn de onderste vier wervels ongeschonden bewaard. De nekribben zijn dun en erg lang; ze lopen in het midden en onderaan de nek twee wervellengten door; de langste meet 290 centimeter. Dit duidt op een grote opwaartse beweeglijkheid van de nek die echter door beschadigingen in de bewaard gebleven onderste halswervels niet verder bepaald kan worden. Ook intern zijn de wervels hol. Uitlopers van de luchtzakken, waarvan Janensch als eerste aannam dat die over de volle neklengte doorliepen, drongen in het bot door; deze pneumatisering leidde ertoe dat de buitenwand hoogstens een paar millimeter dik was en de binnenkant gevuld was door onregelmatige luchtholten, camellae, waartussen zich vaak alleen wat zeer onregelmatig gevormde beenschotjes bevonden. Hoewel de wervelcentra niet zo sterk waren uitgehold, bestond toch meer dan de helft van het wervelvolume uit lucht.
In alle exemplaren zijn de voorste ruggenwervels zo sterk beschadigd dat zelfs hun aantal niet kan worden vastgesteld. Janensch meende dat er elf ruggenwervels waren; Paul en Taylor gaan uit van het aantal bij BMNH R5937, dat twaalf bedraagt. De onmiddellijk daar achter liggende wervels hebben zeer hoge en smalle doornuitsteeksels: de grootste totale gemeten wervelhoogte is 107 centimeter. Deze zijn wel geïnterpreteerd als een soort uitspringende 'schoft' die als aanhechting zou hebben gediend voor pezen om de nek te heffen. Aangezien de lengte van de doornuitsteeksels van de voorliggende wervels niet bekend is, hebben verschillende onderzoekers ook twijfels geuit over deze interpretatie, vooral Stevens, die immers ontkent dat de nek hoog geheven werd. Wel is het zo dat de lengte van de doornuitsteeksels naar voren toe sterk toeneemt en ze vlak voor het bekken erg laag zijn. Daar hebben ze een rechthoekige vorm en verwijden naar boven toe nauwelijks behalve aan het bovenste uiteinde. Deze achterste ruggenwervels hebben afgeplatte wervelcentra; de middelste wervels zijn een veertig procent hoger maar slechts een kwart langer.
De ruggenwervels zijn, net als de halswervels, opisthocoel: bol van voren en hol van achteren. Ook zij hebben diepe pleurocoelen. Die raken elkaar in het midden haast, zodat er slechts een dunne beenwand tussen ligt die soms ook nog doorbroken is. Ook de ruggenwervels zijn intern gepneumatiseerd. Een verschil is dat de ruggenwervels veel korter zijn waardoor Giraffatitan opvallend hoog op de poten staat: de totale romplengte is nog geen tweemaal die van het opperarmbeen alleen.
De ruggenwervels zijn bedekt door beenrichels die samen met de verschillende uitsteeksels een ingewikkelde structuur vormen. De uiteinden van de zijuitsteeksels hebben opvallende verhogingen die bovenaan met een glooiing in de rest van het uitsteeksel overgaan.
De ruggenwervels dragen lange ribben die een smalle en hoge borstkas vormen. De langste gemeten rib, een derde, heeft een lengte van 263 centimeter en een schachtbreedte van zestien centimeter. Achteraan worden de ribben snel korter. De ribben zijn hol en hebben bovenin een gat, een pneumatisch foramen, waardoorheen een uitloper van een luchtzak het lege binnenste kon bereiken.
De vijf heiligbeenwervels zijn vergroeid tot een breed sacrum. Ze dragen nog lagere doornuitsteeksels. Dit is gezien als een sterke aanwijzing dat Giraffatitan zich niet op zijn achterpoten kon verheffen omdat daarvoor dan de nodige hefboomwerking zou ontbreken. Ook de wervelbogen zijn laag. Paul meent echter dat, ook al is de soort er niet in gespecialiseerd, hij door zijn korte romp toch alleen op de achterpoten zou kunnen staan. De doornuitsteeksels van de eerste drie tot vier sacrale wervels zijn vergroeid tot een enkele plaat.
De staart is erg kort voor een sauropode. De staart is enigszins naar beneden gericht maar sleepte vermoedelijk niet over de grond. De staartbasis was de aanhechting voor de caudofemorales, retractorspieren die het dijbeen naar achteren trokken. Daarom hebben de voorste staartwervels vrij lange, zij het eenvoudig gebouwde, staartribben die zijwaarts en naar achteren uitsteken. Vanaf de tiende wervel zijn die steeds sterker gereduceerd. Eerst blijven de wervels ongeveer even lang, zo'n zestien centimeter. De middelste staartwervels nemen vanaf de 27e wervel snel in grootte af tot de laatste een lengte hebben van maar zes centimeter. In het opgestelde skelet zijn nog vier gipsen staafvormige eindwervels toegevoegd, zoals van andere sauropoden bekend: die vergroten de lengte van de wervelkolom met 26 centimeter tot 21,39 meter. De staartwervels zijn amficoel: hol aan beide zijden. Ze hebben geen pleurocoelen, behalve de tweede wervel in de staartbasis. In 2020 concludeerde een studie dat het totaal aantal staartwervels vermoedelijk zo'n vijftig betrof en dat de staart zwaar gespierd was, een belangrijke functie hebbend in de voortbeweging. Hierdoor zou de staart vrij zwaar geweest zijn, tweeënhalve ton.

##### Ledematen

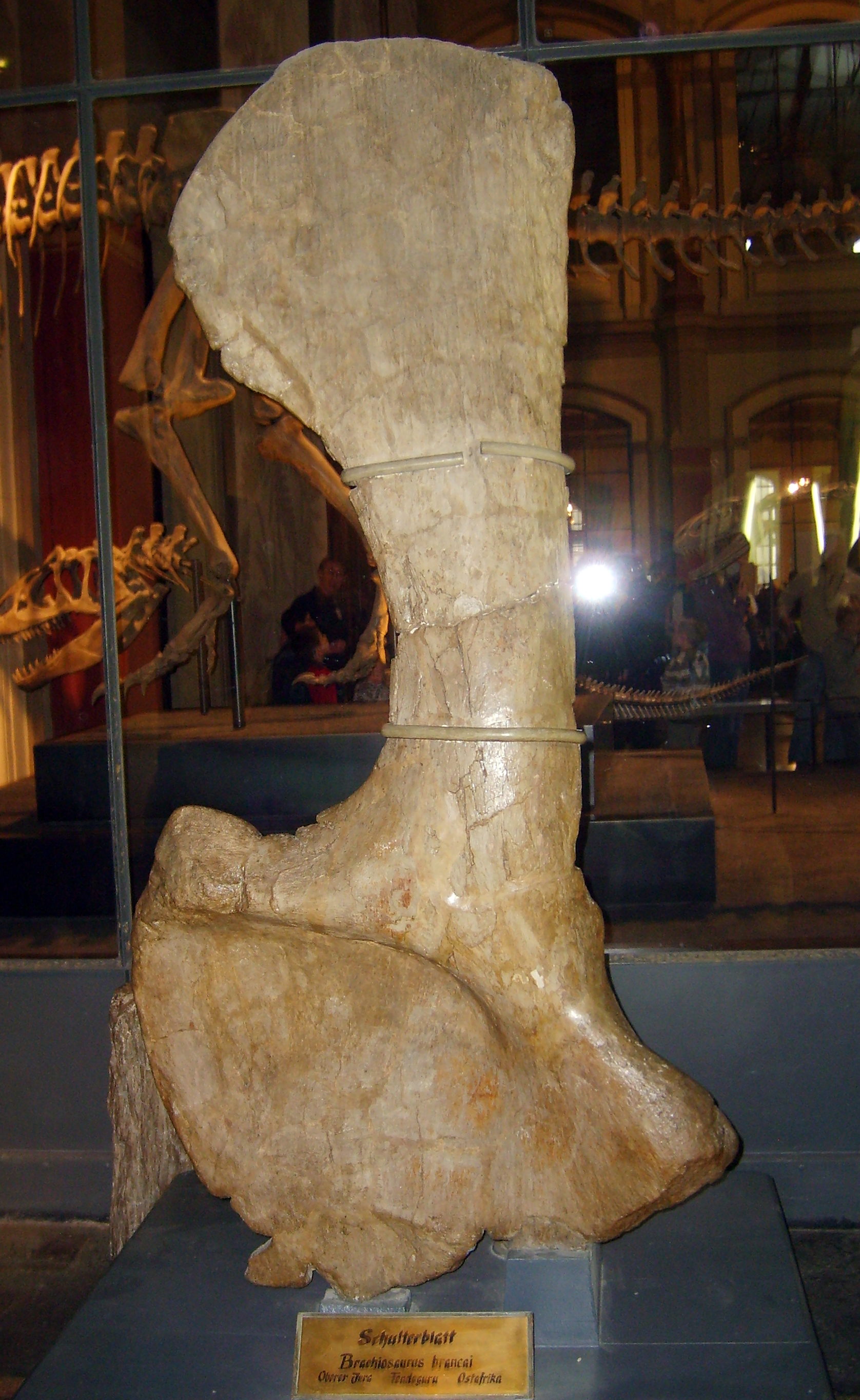
HMN Sa9: het schouderblad of scapula

De voorste ledematen van Giraffatitan zijn zeer lang en slank gebouwd, de langste die van enig dier bekend zijn — hoewel de nog niet ontdekte voorpoten van Sauroposeidon minstens even lang kunnen zijn geweest. Ze hebben ook de grootste relatieve lengte ten opzichte van de achterste ledematen van enige bekende sauropode: het opperarmbeen is met een lengte van 204 centimeter bij HMN SII net iets langer dan het dijbeen, dat 203 centimeter lang is.
Het schouderblad is, vooral doordat de voorkant gekromd is, sterk verbreed, bovenaan en vooral zeer extreem onderaan; beide uiteinden zijn afgerond. De schacht maakt een duidelijke hoek met de dwarsrichel, die een opwaartse knik maakt. Het grootste specimen, HMN Sa9, is 1,9 meter lang. Het ermee vergroeide ravenbeksbeen heeft de vorm van een onregelmatige ruit, iets hoger dan breed en met aan de voorste bovenkant een inkeping. Bij HMN SII is de diagonale lengte 84 centimeter. De onderkant, onder het schoudergewricht, is sterk, tot zo'n twintig centimeter, verdikt. De borstbeenderen zijn halfcirkelvormige licht bollende platen met een lengte van 1,1 meter.
Het opperarmbeen draagt bovenaan een opvallende crista deltopectoralis, aanhechtingskam voor de armspieren, op een derde van de schachtlengte, die scherp uitsteekt en een naar beneden gerichte punt heeft. Het is bovenaan en onderaan slechts matig verbreed. De ellepijp in de onderarm heeft tweeënzestig procent van de lengte van het opperarmbeen; hij bovenaan, waar zich een diepe groeve voor de verbinding met het spaakbeen bevindt, 2,5 maal breder dan onderaan. Bij HMN SII is deze ulna honderddertig centimeter lang, de rechte en slanke radius 124 centimeter. Janensch trof in de pols slechts een enkel driehoekig carpale aan met een doorsnede van dertien centimeter. De middenhandsbeenderen zijn sterk verlengd, met dertig procent van de lengte van het opperarmbeen. Het langste, tweede, middenhandsbeen heeft bij HMN SII een lengte van 63,5 centimeter. Deze ossa metacarpalia zijn rechtopstaand in een cirkel gegroepeerd, waarbij hun in doorsnede wigvormige binnenkanten nauw bij elkaar aansluiten. De vingerkootjes zijn zowel in aantal en grootte erg gereduceerd en hun formule is 2-1-1-1-1. Ze zien eruit als samengeperste blokjes. Giraffatitan liep recht op de toppen van de vier buitenste vingers, die hun klauwen verloren hebben. De duimklauw is erg klein, wellicht een teken dat deze niet meer gebruikt werd omdat het dier zich niet meer op de achterpoten kon verheffen; het kan zijn dat alle vijf vingers door een enkel rond vleesomhulsel omvat werden, waar alleen het rudiment van een duimklauw uitstak. Een kleine klauw, HMN XX14, lijkt erop te wijzen dat jeugdige dieren relatief langere duimklauwen hadden.
Doordat de rug naar achteren toe afloopt, is het bekken meer gekanteld dan bij de meeste sauropoden. Het heupgewricht is speciaal verdikt waar het de druk van het dijbeen moet weerstaan; die verdikking ligt bij Giraffatitan vrij vooraan. Volgens Janensch moest dat punt recht boven het dijbeen liggen en hij draaide in zijn opstelling het bekken overeenkomstig. In de moderne interpretatie is de versterking echter niet alleen bedoeld om de verticale druk van het gewicht in rusttoestand te compenseren maar ook de meer naar voren gerichte reactiekracht van de afzet tijdens het lopen. Janensch zou dan het bekken te ver geroteerd hebben. Om de kanteling te compenseren is het blad van het darmbeen naar voren verlengd en sterk verbreed.
Een andere mogelijke aanpassing aan het kantelen is de verlenging van de slanke afhangende tak van het darmbeen richting schaambeen. De zwaargebouwde, vrij korte, schaambeenderen, 1,24 meter lang bij HMN SII, zijn ook meer naar achteren gedraaid — dus tegen de rotatie van het bekken als geheel in — en missen de richel voor de aanhechting van de musculus ambiens. Door de kanteling steken de zitbeenderen vrijwel recht omlaag. Hun schachten zijn van binnen naar buiten matig breed, van voor naar achteren erg slank, en verbreden nauwelijks naar het uiteinde toe waar de randen van hun lange zijden nauw tegen elkaar aansluiten zonder te verdikken.

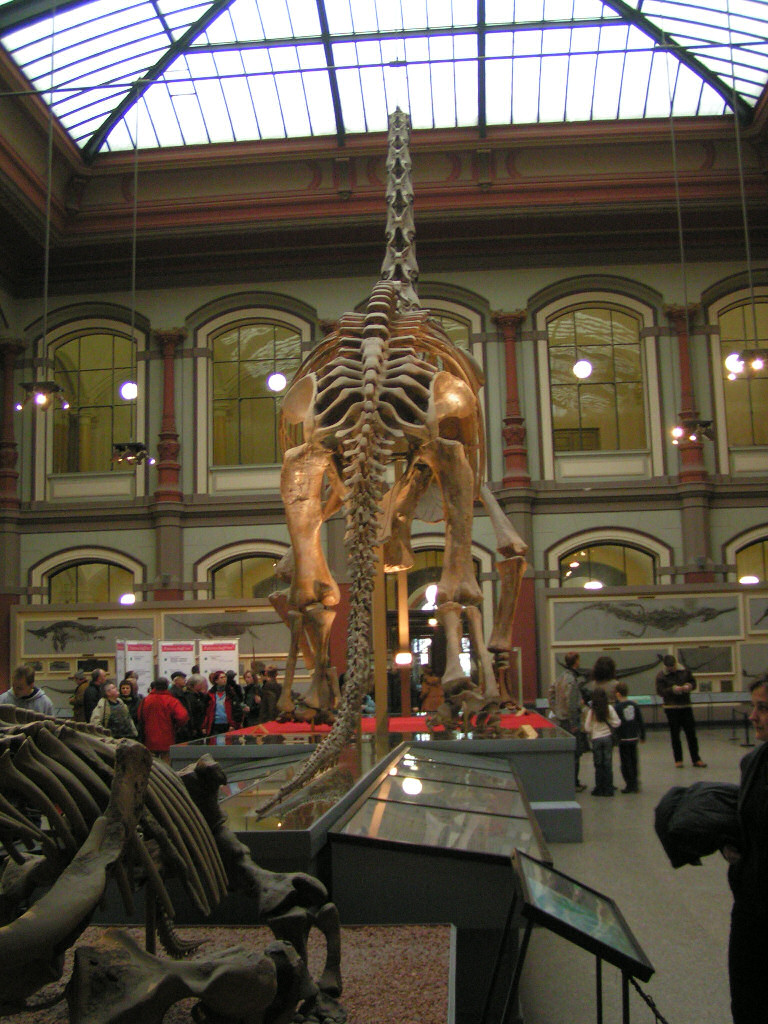
Het dijbeen is van achteren bezien vrij breed

Het dijbeen heeft van binnen naar buiten een veel grotere diameter, meer dan tweemaal, dan van voor naar achteren; het is dus ovaal in doorsnede. Daar waar de buitenrand naar binnen kromt richting dijbeenkop, op driekwart van de schachtlengte, bevindt zich een verdikking, een 'zijbult'. De dijbeenkop is bovenop vlak en steekt ver uit in horizontale richting. Het aanhechtingspunt voor de staartspieren, de vierde trochanter, bevindt zich van boven naar beneden gemeten op veertig procent van de schachtlengte en is wat naar binnen gericht zodat het in vooraanzicht zichtbaar is. Het grootste gevonden dijbeen, HMN Br14, heeft een lengte van 219 centimeter.
Het onderbeen is opvallend kort. Het scheenbeen heeft maar achtenvijftig procent van de lengte van het dijbeen. Deze tibia is echter wel massief gebouwd met grote en brede kammen voor de aanhechting van de kuitspieren. Het rechte kuitbeen is ook zwaargebouwd en maar iets korter dan het scheenbeen. Het heeft onderaan een uitzonderlijk groot en dik uitsteeksel aan de binnenkant dat binnen een overeenkomende holte van het sprongbeen past. Janensch interpreteerde verschillende ronde en platte beenderen, HMN St 149 en IR24, als zijnde het calcaneum. De voet is slecht bekend; alleen losse beenderen zijn teruggevonden. De middenvoetsbeenderen lijken erg lang te zijn geweest, met uitzondering van het plompe eerste. Bij de eerste en tweede teen zijn korte klauwen vastgesteld. De onvolledige formule van de teenkootjes is 2-3-?-?-?.

### Het skelet vanBrachiosaurus altithorax

#### Schedel en onderkaken

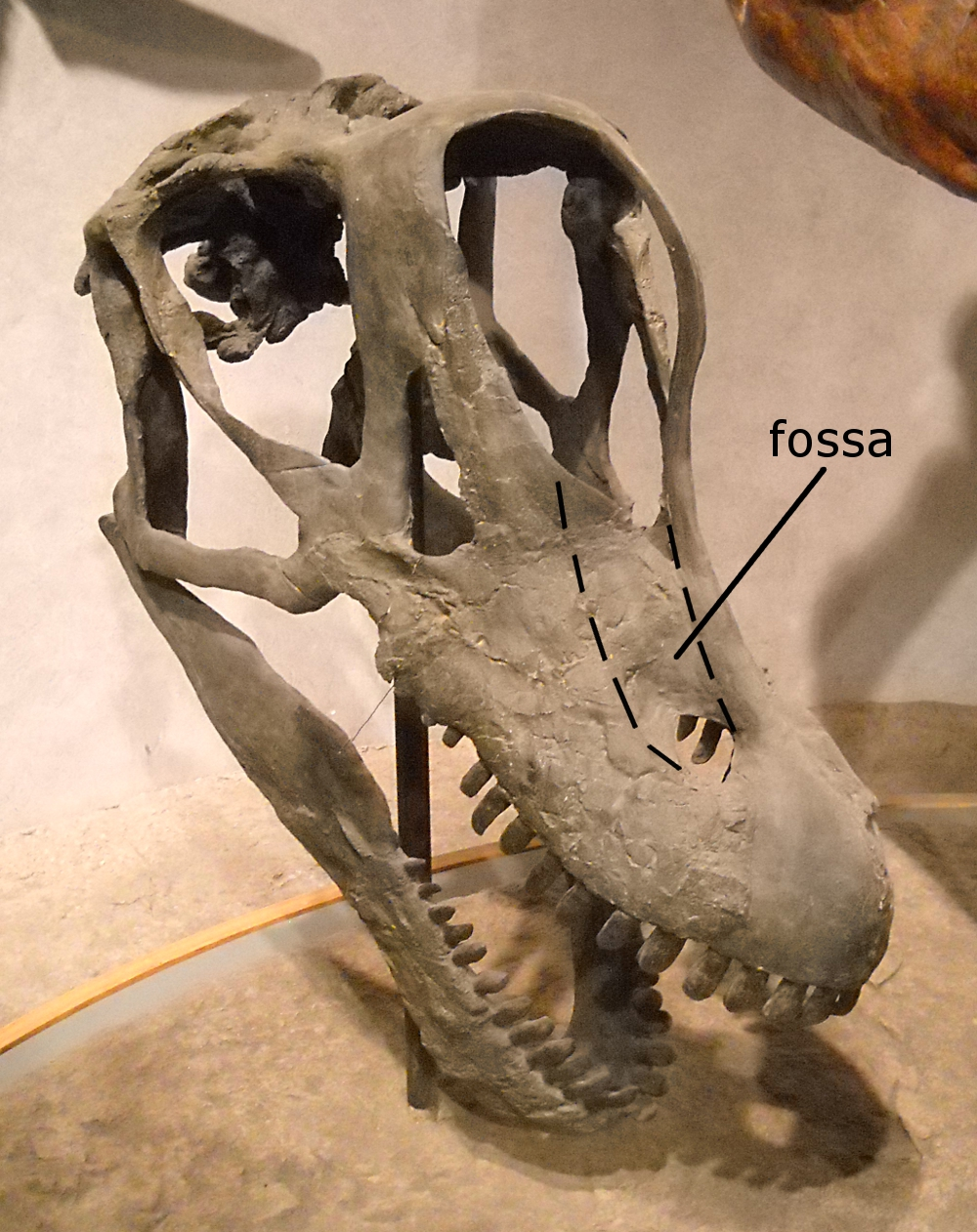
Reconstructie van de Felch Skull

De kop van Brachiosaurus altithorax is nooit met zekerheid geïdentificeerd maar vaak wordt ervan uitgegaan dat de Felch Skull, USNM 5730, in feite van deze soort afkomstig is. Deze gedeeltelijke schedel waarbij ook een linkeronderkaak gevonden is, toont kenmerken die tussen die van Giraffatitan en Camarasaurus in staan. De schedel heeft een lengte van eenentachtig centimeter. De snuit is langwerpiger dan bij Giraffatitan en bovenop minder uitgehold. De beennaad tussen het neusbeen en het voorhoofdsbeen is U-vormig in plaats van W-vormig. De opening in de maxilla is veel groter en dat bot droeg ook meer tanden. De premaxillaire tanden lijken meer op die van Camarasaurus.
Kenneth Carpenter heeft een reconstructie van de Felch Skull gemaakt die tegenwoordig tentoongesteld wordt in het Denver Museum of Natural History.

#### Postcrania

##### Wervelkolom

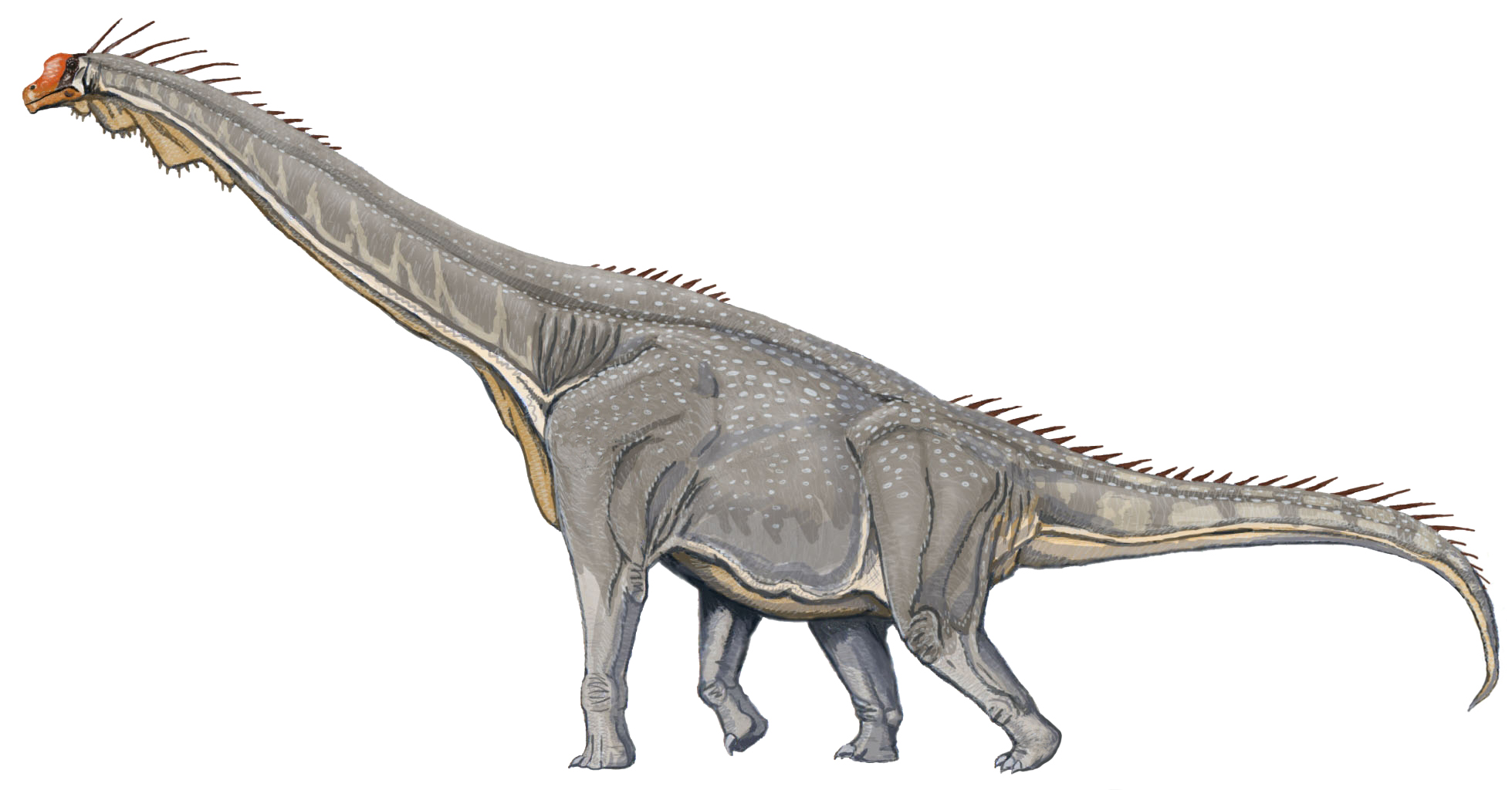
Brachiosaurus altithorax heeft een langgerektere bouw dan Giraffatitan

Het aantal halswervels bij Brachiosaurus altithorax is onbekend. Paul en Taylor gaan ervan uit dat het aantal ruggenwervels ook bij deze soort twaalf bedraagt. Het sacrum is bij B. altithorax beter bekend dan bij Giraffatitan en het aantal sacrale wervels is met zekerheid vijf. Van de staartwervels zijn alleen de voorste twee bekend en hun aantal kan dus niet worden vastgesteld.
Bij de twee ontdekte mogelijke halswervels van B. altithorax, BYU 12866 en 12867, zijn geen verschillen met die van Giraffatitan aangetroffen, ook niet in de proporties zodat de nek relatief even lang schijnt te zijn geweest.

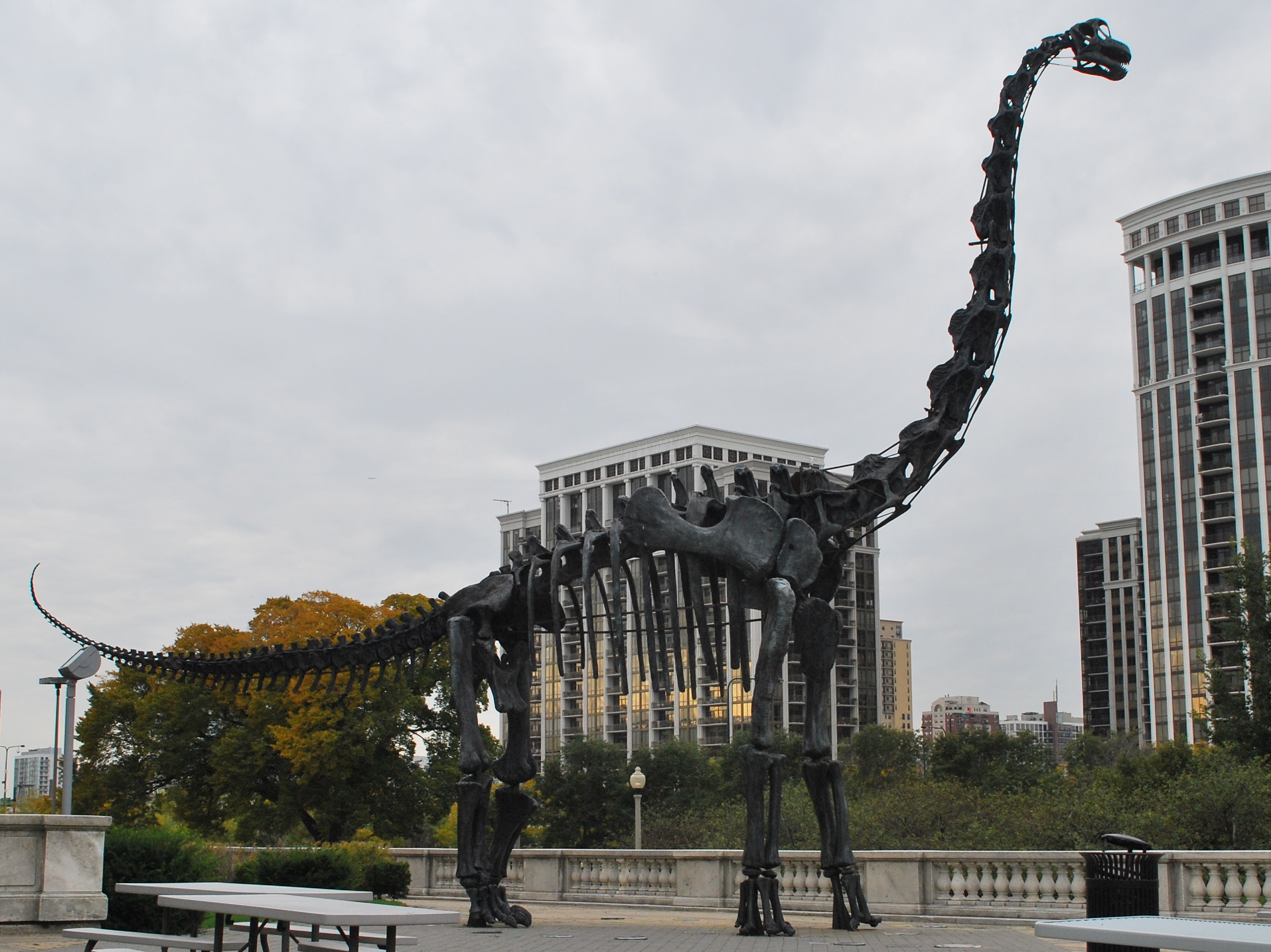
Een metalen replica van het skelet van B. altithorax, aangevuld met delen van Giraffatitan

B. altithorax verschilt duidelijk van Giraffatitan in de onderlinge proporties van de ruggenwervels: terwijl die van de laatste vooraan nauwelijks langer zijn maar wel veel hoger, heeft de Amerikaanse vorm voorste ruggenwervels die maar weinig in hoogte afwijken maar daarentegen aanzienlijk, een dertig procent langer zijn — althans voor zover dit kan worden vastgesteld daar de voorste vijf ontbreken. Dit is de oorzaak van de relatief langwerpiger vorm van de romp van deze soort. Daarnaast is er een groot aantal verschillen in de details. De wervelcentra zijn rond in doorsnede in plaats van afgeplat. In het algemeen zijn ze relatief langer. Hun zijdelingse foramina zijn groter. De zijuitsteeksels steken meer horizontaal uit in plaats van naar boven en eindigen niet in een driehoekige punt. De doornuitsteeksels van de voorste wervels staan vrijwel verticaal in plaats van vijfentwintig graden naar achteren gericht te zijn; ze lopen ook naar boven in een geleidelijke punt toe in plaats van vrijwel constant in breedte en dikte te blijven. Hun voor- en achterkanten dragen hoge driehoekige verruwingen in plaats van slechts ondiepe halfcirkelvormige aanhechtingspunten voor de pezen. Aan de achterkant van hun bases lopen geen beenrichels uit. De richels aan de zijkanten van de doornuitsteeksels smelten samen met de richels aan de achterkanten.
De langste rib die van B. altithorax bekend is, heeft een lengte van 274,5 centimeter en een schachtbreedte van tweehonderdvier millimeter. De ribben hebben twee pneumatische foramina, in de voor en achterkant van de basis, in plaats van een enkel foramen zoals bij Giraffatitan.
Ook bij B. altithorax zijn de doornuitsteeksels van de sacrale wervels erg laag. De staartwervels lijken in het algemeen op die van Giraffatitan maar hebben althans in de basis bredere gewrichtsvlakken en relatief hogere doornuitsteeksels die zich naar boven toe sterk verbreden en dertig graden naar achteren gericht zijn in plaats van twintig graden. De staartribben steken vrijwel recht zijdelings uit, terwijl ze bij Giraffatitan onder een hoek van 30° naar achteren gericht zijn. De gewrichtsvlakken van de achterste werveluitsteeksels, de postzygoapofysen, zijn meer naar beneden gericht. Het onderste achterste gewrichtsvlak, het hyposfeen, is blokvormig in plaats van een licht verhoogde richel. Een belangrijk verschil is verder dat de staartwervels bij B. altithorax helemaal geen pleurocoelen hebben. Taylor leidde uit de grotere aanhechtingsvlakken voor de pezen af dat de staart twintig tot vijfentwintig procent langer geweest moest zijn dan bij Giraffatitan.

##### Ledematen

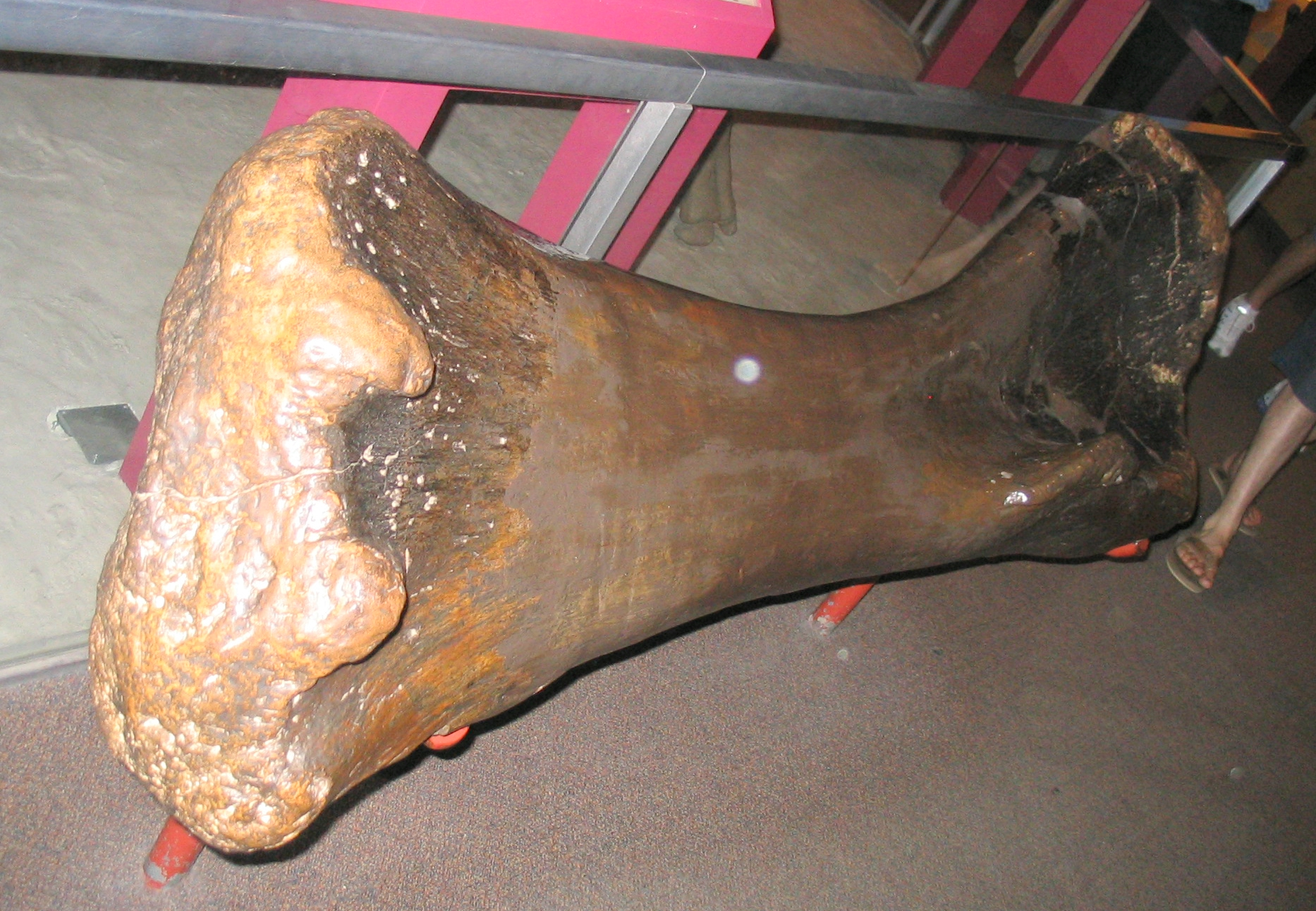
USNM 21903, een mogelijk linkeropperarmbeen van B. altithorax

Het ravenbeksbeen van B. altithorax onderscheidt zich van dat van Giraffatitan door een minder rechte beennaad bij de vergroeiing met het schouderblad, een grotere verbreding vóór het schoudergewricht en een slanker meer puntig achterste uitsteeksel. Dat stuk van het ravenbeksbeen dat het onderste deel van het schoudergewricht vormt, is meer dan bij enige andere bekende sauropode zijwaarts gericht en ook van binnen naar buiten verbreed, uitlopend in een dikke rand. Taylor zag dat als een aanwijzing dat B. altithorax een voor sauropoden unieke lichte spreidstand van de voorpoten had, hoewel hij dat weer onwaarschijnlijk vond gezien het feit dat juist het lichtgebouwde opperarmbeen bijzonder ongeschikt lijkt om de veel hogere buigbelasting die dit oplevert te kunnen weerstaan.
Net als bij Giraffatitan is het opperarmbeen erg slank en elegant maar minder extreem, zelfs als de totale lengte zoals door Taylor op 216 centimeter geschat wordt, die meent dat er een stuk aan het fossiel ontbreekt. Bovenaan de zijkant van het opperarmbeen is het profiel wat hoekiger, een tegenstelling met de geleidelijke curve bij Giraffatitan. Het bot is in het geheel relatief wat breder, met een minder sterke insnoering en als zodanig robuuster. Aangezien het verschil bij het dijbeen kleiner is, suggereerde Taylor dat bij B. altithorax een groter deel van het gewicht op de voorpoten rustte.
Het darmbeen van B. altithorax onderscheidt zich doordat het uitsteeksel waar het zitbeen aan vastzit verder naar beneden loopt. Tussen dit uitsteeksel en het achterste deel van het blad van het darmbeen bevindt zich slechts een kleine uitholling terwijl die bij Giraffatitan veel dieper is. Iets boven het heupgewricht heeft het darmbeen een uitgroeisel dat uniek is voor de Sauropoda.
Het dijbeen is wat robuuster dan bij Giraffatitan. Het aanhechtingspunt voor de staartspieren, de vierde trochanter, steekt meer uit en is lager geplaatst, ongeveer halverwege de dijbeenschacht. De onderste gewrichtsknobbels steken minder ver naar achter uit en zijn ongeveer even breed, terwijl bij Giraffatitan het raakvlak met het kuitbeen breder is. De 'zijbult' ontbreekt.

### Weke delen
Over de overige organen, naast het skelet, van zowel Brachiosaurus altithorax als Giraffatitan zijn geen directe gegevens voorhanden in de vorm van afdrukken of omzettingsresten. Uit de pneumatisering van de beenderen valt af te leiden dat er een ademhalingssysteem met luchtzakken aanwezig was, waarbij deze de lucht steeds in dezelfde richting door de op zich stijve longen pompen wat de opneming van zuurstof sterk verbetert. Dit wordt meestal gezien als een sterke aanwijzing voor warmbloedigheid. Dit vereist op zijn beurt weer een groot en sterk hart. Zo'n hart klopt echter vrij traag wat het erg inefficiënt maakt in het handhaven van een hoge bloeddruk omdat het daarvoor nog eens extra groot zou moeten zijn. Een nek die de kop op zeven à acht meter boven het hart gehesen zou hebben, had geleid tot een bloeddruk van zo'n 700 mmHg, wat een langzaam kloppend hart van anderhalve ton gevergd zou hebben. Verschillende geleerden hebben hieruit geconcludeerd dat Brachiosaurus of koudbloedig was of — waarschijnlijker omdat ook een sneller kloppend kleiner hart nog grote mechanische problemen ondervonden zou hebben — zijn nek niet zo hoog hield. Er zijn verschillende oplossingen voor dit dilemma gesuggereerd, zoals extra harten in de hals of negatieve bloeddruk in het hoofd, maar die hebben allemaal het nadeel dat ze bijzonder onwaarschijnlijk zijn in het licht van onze kennis van de fysiologie van huidige dieren. Het is echter mogelijk dat de evolutie bij de sauropoden een fysiologie heeft opgeleverd die fundamenteel van de huidige afwijkt of een elegante oplossing waar de geleerden nog niet aan hebben gedacht.
Van de uitholling op de kop is wel aangenomen dat die overdekt was door een resonantiekamer. De vlezige neusgaten zouden dan meer vooraan op de snuit gelegen hebben en een bedekkende huidflap of blaas zou vanuit de hoger gelegen neusholte bol opgeblazen kunnen worden om een toeterend geluid voort te kunnen brengen.
Brachiosaurus was hoogstwaarschijnlijk beschubd, althans als volwassen dier. Over de kleur van de schubben bestaan opnieuw geen directe aanwijzingen; meestal wordt een doffe tint aangenomen. De mogelijke blaas op de kop is een voor de hand liggende plaats voor een contrasterende felle signaalkleur, bijvoorbeeld rood, oranje of geel.

## Fylogenie

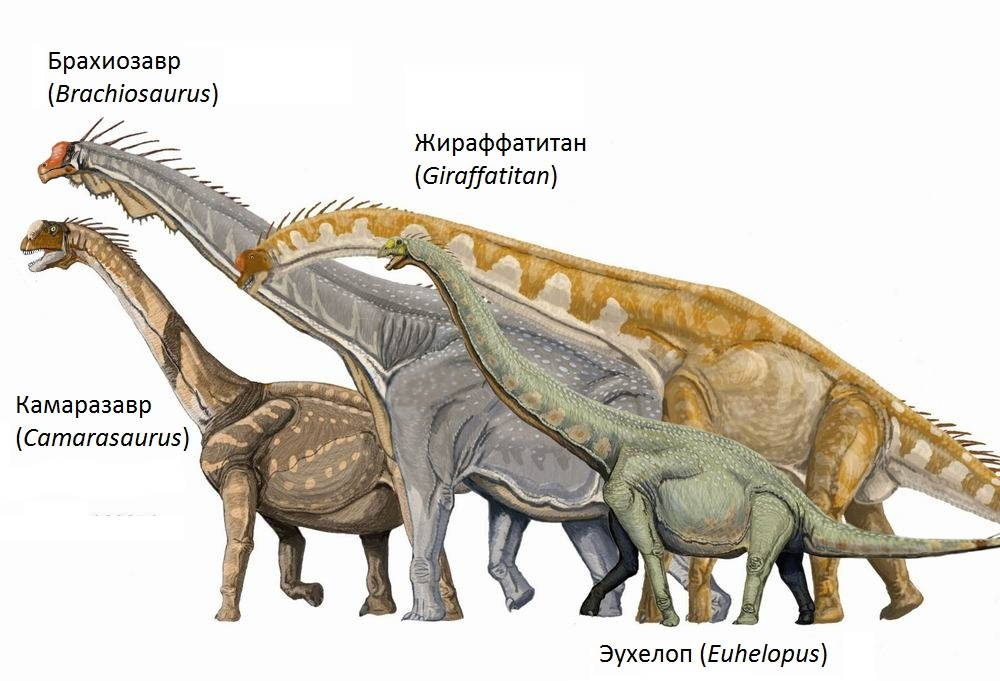
Misschien waren de Brachiosauridae geen natuurlijke groep maar vormden een reeks opeenvolgende afsplitsingen die liep vanaf Camarasaurus, links, over Brachiosaurus altithorax en Giraffatitan naar Euhelopus

Riggs benoemde in 1904 een aparte familie Brachiosauridae voor Brachiosaurus altithorax. Dit bleef daarna een gangbare classificatie, hoewel tot in de jaren tachtig ook wel de indeling van Friedrich von Huene uit 1908 toegepast werd die Brachiosaurus aan de Cetiosauridae toekende binnen een onderfamilie Brachiosaurinae.
De resultaten van het moderne exacte onderzoek naar de fylogenie, de evolutionaire stamboom, zijn niet eenduidig. In 1997 concludeerde Leonardo Salgado dat het zelfs niet zeker was dat Brachiosaurus altithorax en B. brancai elkaars nauwste bekende verwanten waren; het lukte hem niet ook maar een enkele synapomorfie, gedeelde nieuwe eigenschap, vast te stellen die daarvoor het bewijs had moeten vormen. Door het gebrek aan gegevens over B. altithorax is diens precieze verwantschap lastig te bepalen.
In latere onderzoeken werden de twee vormen meestal als één enkel geslacht Brachiosaurus geanalyseerd, waarbij al hun eigenschappen bijeen werden gevoegd. Daarbij bleek steeds dat Brachiosaurus zich basaal, onder in de stamboom, in de ruimere groep van de Titanosauriformes bevond. In de berekening van Taylor uit 2009, de eerste waarin ze apart geanalyseerd werden, vormden Brachiosaurus altithorax en Giraffatitan in dezelfde positie samen een clade, verwantschapsgroep, die echter niet heel sterk door de gegevens ondersteund werd. Brachiosaurus altithorax is in zijn bouw meer oorspronkelijk dan Giraffatitan. Daarbij blijkt uit analyses dat de Titanosauriformes in het begin van hun ontwikkeling een 'brachiosauride' fase doormaakten; vormen als Euhelopus, die eerst bij de Brachiosauridae geschaard werden, bleken in feite hoger in de titanosauriforme stamboom te staan. Het is dus mogelijk dat Giraffatitan in feite nauwer aan de grote zijtak van de Titanosauria verwant is en B. altithorax een eerdere afsplitsing vormt van de stamboom van de titanosauriformen. Ook kan de slecht bekende vorm Xenoposeidon wellicht nauwer dan B. altithorax aan Giraffatitan verwant zijn.
De analyse van Taylor leverde het volgende kladogram op:
|  | Brachiosaurus altithorax |
|  |                          |
|  | Giraffatitan             |
|  |                          |

|  | Euhelopus    |
|  |              |
|  | Titanosauria |
|  |              |

|  | Brachiosaurus altithorax |
|  |                          |
|  | Giraffatitan             |
|  |                          |

|  | Euhelopus    |
|  |              |
|  | Titanosauria |
|  |              |

|  | Brachiosaurus altithorax |
|  |                          |
|  | Giraffatitan             |
|  |                          |

|  | Euhelopus    |
|  |              |
|  | Titanosauria |
|  |              |

|  | Brachiosaurus altithorax |
|  |                          |
|  | Giraffatitan             |
|  |                          |

|  | Euhelopus    |
|  |              |
|  | Titanosauria |
|  |              |

|  | Brachiosaurus altithorax |
|  |                          |
|  | Giraffatitan             |
|  |                          |

|  | Euhelopus    |
|  |              |
|  | Titanosauria |
|  |              |

|  | Brachiosaurus altithorax |
|  |                          |
|  | Giraffatitan             |
|  |                          |

|  | Euhelopus    |
|  |              |
|  | Titanosauria |
|  |              |

|  | Brachiosaurus altithorax |
|  |                          |
|  | Giraffatitan             |
|  |                          |

|  | Euhelopus    |
|  |              |
|  | Titanosauria |
|  |              |

|  | Brachiosaurus altithorax |
|  |                          |
|  | Giraffatitan             |
|  |                          |

|  | Euhelopus    |
|  |              |
|  | Titanosauria |
|  |              |

Indien echter Brachiosaurus altithorax ook maar een enkele bekende eigenschap meer gemeen had gehad met Camarasaurus of Giraffatitan met de Titanosauria dan zou de volgende stamboom de uitkomst geweest zijn:
|  | Brachiosaurus altithorax |
|  |                          |

|  | Giraffatitan |
|  |              |
|  | Titanosauria |
|  |              |

|  | Brachiosaurus altithorax |
|  |                          |

|  | Giraffatitan |
|  |              |
|  | Titanosauria |
|  |              |

|  | Brachiosaurus altithorax |
|  |                          |

|  | Giraffatitan |
|  |              |
|  | Titanosauria |
|  |              |

|  | Brachiosaurus altithorax |
|  |                          |

|  | Giraffatitan |
|  |              |
|  | Titanosauria |
|  |              |

|  | Brachiosaurus altithorax |
|  |                          |

|  | Giraffatitan |
|  |              |
|  | Titanosauria |
|  |              |

|  | Brachiosaurus altithorax |
|  |                          |

|  | Giraffatitan |
|  |              |
|  | Titanosauria |
|  |              |

|  | Brachiosaurus altithorax |
|  |                          |

|  | Giraffatitan |
|  |              |
|  | Titanosauria |
|  |              |

|  | Brachiosaurus altithorax |
|  |                          |

|  | Giraffatitan |
|  |              |
|  | Titanosauria |
|  |              |

In 2013 publiceerde Philip Mannion een zeer grondige analyse waaruit bleek dat Brachiosaurus altithorax en Giraffatitan weliswaar beiden tot de Brachiosauridae behoorden maar hoe de data ook bewerkt werden nooit als zustersoorten uitvielen. Dit rechtvaardigde volgens hem een scheiding op genusniveau.
Giraffatitan is bekend van lagen die zich over zo'n acht miljoen jaar uitstrekken. Volgens Janensch deden zich in die tijdsduur evolutionaire veranderingen voor in de populatie: latere individuen zouden duidelijk groter en zwaarder gebouwd zijn dan hun voorouders. Het is niet bekend wanneer de soort uitstierf; afgaande op de fossielen kan het zijn dat hij het tot in het Krijt uithield maar de datering van de jongste vondsten is onzeker.

## Levenswijze

### Landbewoner of waterdier?

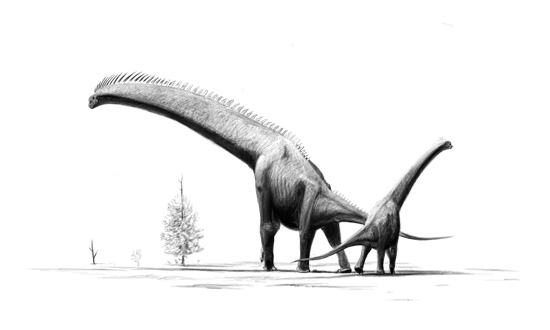
Volgens de moderne inzichten was Brachiosaurus een pure landbewoner

Riggs had begin twintigste eeuw tamelijk vooruitstrevende gedachten over sauropoden. Zo meende hij dat ook Brachiosaurus, ondanks zijn gewicht, op het land leefde, terwijl Marsh en Edward Drinker Cope zelfs voor lichtere soorten hadden aangenomen dat die in het water gewoond moesten hebben. Janensch echter zou een levenswijze als waterdier niet uitsluiten en zo werd het later in populair-wetenschappelijke boeken een cliché om van Brachiosaurus te stellen dat die zijn eigen gewicht niet had kunnen dragen en de opwaartse kracht van het water gezocht had om die last te verlichten. Hij zou zelfs op de bodem van meertjes gelopen hebben terwijl hij zijn lange nek als een snorkel omhoog stak om adem te halen; dat zou ook de verklaring geweest zijn voor de hoge positie van de neusgaten. In 1951 wees Kenneth Kermack er echter op dat een dergelijke wijze van ademhalen onmogelijk zou zijn geweest omdat de longen door de waterdruk in elkaar zouden klappen. In de jaren zeventig toonden studies van Robert Thomas Bakker aan dat alle sauropoden sterk gespecialiseerd waren aan een leven op het land. Door de bijgestelde schattingen over het gewicht van Brachiosaurus bestaat er ook geen twijfel over dat zelfs zijn tamelijk elegante botten zijn massa konden dragen. Het dier zou ook niet speciaal zwaar gespierd hebben moeten zijn om te kunnen lopen. Wel sloot zijn bouw, met rechte poten, draven or rennen uit: een stappende gang van zo'n twintig kilometer per uur was het hoogst bereikbare.

### Voedsel

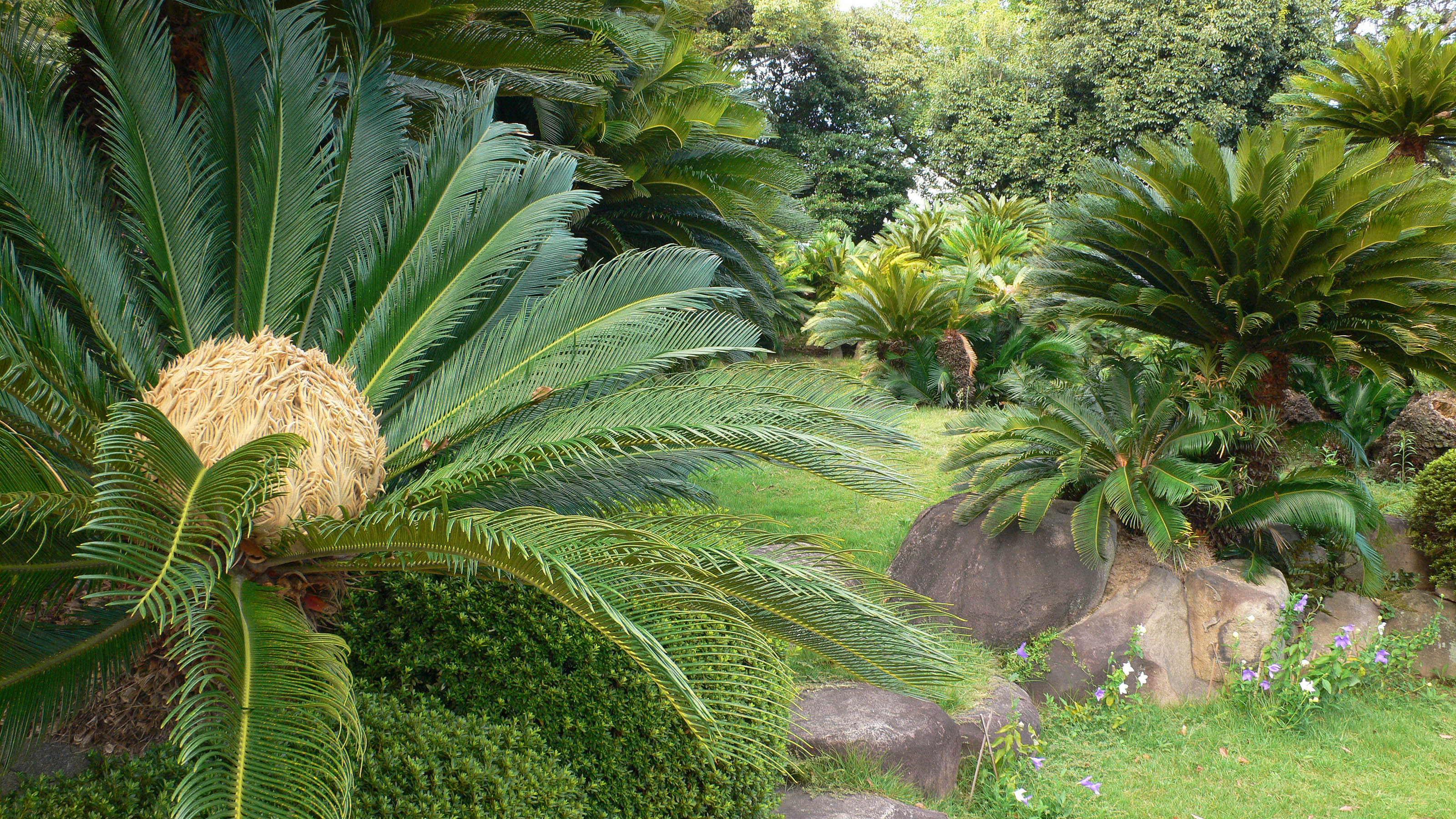
Volgens Janensch at Giraffatitan de kegels van palmvarens

Zowel Brachiosaurus altithorax als Giraffatitan deelden hun leefgebied met een vrij groot aantal andere plantenetende sauropodensoorten; de Sauropoda toonden aan het eind van het Jura een grote vormenrijkdom. Dat verschillende grote planteneters in hetzelfde gebied voorkwamen, is een aanwijzing dat ze ieder een aparte niche vulden: om elkaar niet te verdringen moest elke soort zijn eigen favoriete voedsel hebben of een eigen methode dat voedsel te vergaren. Brachiosauridae waren gespecialiseerd in het eten van bomen. Loofbomen waren toen nog niet geëvolueerd; plantengroepen die een zekere hoogte bereikten, waren de coniferen, zaadvarens, palmvarens en Cycadeoidales. Volgens Janensch was het gebit van Giraffatitan bijzonder geschikt om plantendelen mee af te bijten. In zijn beschrijving uit 1935 van de schedel ging hij ervan uit dat de soort een landdier was en dus geen zachte waterplanten at. De slijtsporen op de tanden wezen volgens hem op het uitoefenen van een aanzienlijke druk. Plantenorganen die zo'n druk vergden en daarbij een aanzienlijke voedingswaarde bezaten, waren de zaadkegels van palmvarens en Cycadeoidales. Giraffatitan zou zo'n kegel met zijn muil omvat hebben om de basis ervan grotendeels los te bijten. De lichte zijdelingse kaakbeweging waarvoor Jenensch aanwijzingen meende gevonden te hebben, zou dan gebruikt zijn om de kegel helemaal los te snijden. Een paar bijtbewegingen zouden de mondvol meer behapbaar hebben gemaakt waarna de brokken meteen ingeslikt werden. Gastrolieten of maagstenen zouden het materiaal in de maag verder verkleind hebben. Die had Janensch bij Giraffatitan weliswaar niet aangetroffen maar wel bij andere sauropodensoorten in de Tendaguru. Janensch meende echter ook dat het dieet niet zeer gespecialiseerd was en dat het dier indien nodig ook andere planten gegeten zou hebben. Dat gold zeker voor de jonge dieren, waarvan hij besefte dat die de hoge kegels nooit bereikt zouden kunnen hebben. Hij sloot zelfs niet uit dat soms vlees gegeten werd: bij het happen in planten kon nauwelijks vermeden worden dat insecten mee naar binnen gingen en misschien werden met de tanden soms opzettelijk visjes uit het water gezeefd om dierlijk eiwit te verwerven.
De inzichten van Janensch sluiten goed aan bij de resultaten van modern onderzoek. Daaruit blijkt dat de Diplodocidae gespecialiseerd waren in het eten van naaldbomen waarvan ze de naalden met hun stiftvormige tanden van de takken trokken. Voor de brachiosauriden bleef dan de niche van eters van palmvarens over. Daarbij maakt het weinig uit of men de nek een hoge of lage verticale bewegingsvrijheid toedicht: kon de kop hoog reiken dan vergrootte dat het aantal te bereiken zaadkegels; werd de nek meer horizontaal gehouden dan kon de kop mooi van bovenaf de harten uit de planten rukken. In de biotoop van B. altithorax waren dan Diplodocus en Apatosaurus de conifereneters, terwijl Camarasaurus wat lagere planten at. Giraffatitan leefde met de diplodocide Tornieria; Dicraeosaurus at van de lagere planten. Problematisch is de relatie met de vorm Janenschia die een titanosauriër geweest kan zijn en waarvan de niche die van Giraffatitan overlapt kan hebben.
Brachiosaurus altithorax noch Giraffatitan schijnen, gezien de zeldzaamheid van hun skeletten, een overwegend deel van hun fauna te hebben uitgemaakt. Ten dele zal dit veroorzaakt zijn door hun aanzienlijke absolute grootte die het aantal individuen dat zich in leven kon houden beperkte. Misschien was ook het voedselaanbod voor zaadkegeleters wat beperkt. Als de soorten warmbloedig waren zal hun voedselbehoefte op ongeveer tweehonderd kilo per dag gelegen hebben. Vroeger is wel gedacht dat de relatief kleine kop voor het naar binnen werken van zoveel plantenmassa een belemmering zou zijn geweest. Daarbij werden echter vergelijkingen getrokken met de huidige zoogdieren die hun voedsel kauwen. Sauropoden slikten alles echter zo snel mogelijk in, een goede aanpassing voor het verwerken van zo veel mogelijk voedsel. Een grotere kop zou dit proces niet versneld hebben. Met een paar honderd happen per dag kon Brachiosaurus zijn maag gevuld houden. Giraffatitan was wat algemener dan Brachiosaurus altithorax, wellicht omdat in de Morrison ook minder hoge coniferen groeiden. Het is ook verondersteld dat Brachiosaurus altithorax daarom wat lager van bouw was.

### Natuurlijke vijanden

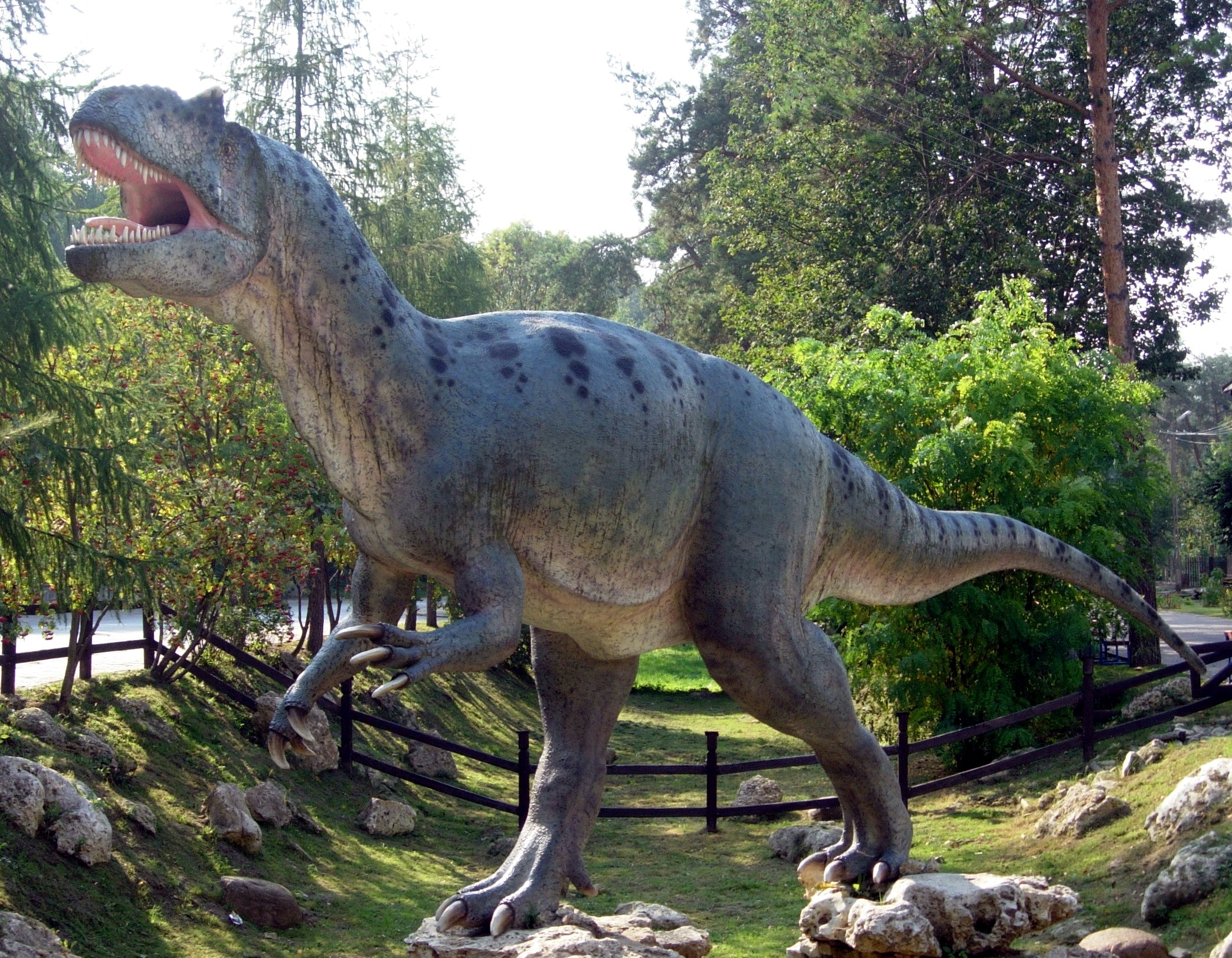
Grote roofsauriërs als Allosaurus leverden voor Brachiosaurus een gevaar op

Brachiosauriden waren zelf ook voedsel, voor de vleeseters in hun leefgebied. Ongetwijfeld kon een brachiosauruskarkas van veertig ton vele aaseters voeden. Lastiger te beantwoorden is de vraag of zulke gigantische sauropoden ook actief bejaagd werden. Meestal wordt aangenomen dat volwassen dieren door hun enkele omvang al beschermd werden tegen predatie. Toch is nog geen duidelijk mechanisme voorgesteld waarbij die grootte zeer effectief kon worden ingezet. Kleinere roofdieren tot ongeveer anderhalve meter hoogte konden afgeweerd worden door er simpelweg bovenop te gaan staan. Grotere predatoren, zeker als die in groepen samenwerkten, moesten met speciale middelen bestreden worden en die zijn bij Brachiosaurus nog niet aangetoond. Diplodocidae gebruikten lange zweepstaarten en konden zich op hun achterpoten verheffen teneinde een vijand met hun vervaarlijke duimklauwen te steken of onder hun gewicht te verpletteren. Brachiosaurus had echter maar een korte staart en het is omstreden of hij zich kon oprichten; daarbij was de duimklauw zeer klein, een teken dat die niet meer functioneel was.
Op het eind van het Jura waren de theropoden, de roofsauriërs, gemiddeld niet zeer groot. In de biotoop van Brachiosaurus altithorax bereikten sommige exemplaren van Allosaurus echter toch een lengte van dertien meter en verder kwam er de bijna even grote allosauride Saurophaganax voor. Goed bekende grote roofdieren uit het gebied van Giraffatitan zijn er niet. Janensch vond een scheenbeen van een grote theropode van zo'n tien meter lang dat hij Allosaurus tendagurensis doopte; het is geen echte soort van Allosaurus en de verdere kenmerken zijn onduidelijk. Verder duiden losse tanden erop dat er grote Ceratosauridae voorkwamen.

### Sociaal gedrag en intelligentie
Weinig is bekend over het sociaal gedrag van de brachiosauriden. Dat twee skeletten van Giraffatitan bij elkaar gevonden zijn, levert een zwakke aanwijzing op dat er in kudden geleefd werd. De mogelijke blaas op de kop kan gediend hebben voor onderlinge communicatie; verder zijn er geen lichaamskenmerken die evident ontwikkeld lijken te zijn voor dominantiegevechten of pronkgedrag. Janensch meende dat de afwijkende zeer robuuste nekribben van de draaier bij HNM SII misschien een geval waren van seksuele dimorfie: de mannetjes zouden sterkere nekken nodig gehad hebben omdat ze met de koppen tegen elkaar sloegen of wellicht het wijfje in de nek beten tijdens de paring. Er zijn ook geen broedkolonies, nesten of eieren bekend. Giraffatitan ondervond op ongeveer veertig procent van de maximumgrootte een sterke groeivertraging; wellicht werd bij die omvang de geslachtsrijpheid bereikt.
De hersenpan levert gegevens op over de intelligentie. Janensch liet afgietsels maken van de schedel van HMN SI en van specimen HMN Y1, een apart gevonden stuk achterschedel. Daarbij werd ook de vorm van het binnenoor en de evenwichtsorganen vastgesteld. De hersenholte van HMN t1 mat hij door die te vullen met bietenzaad en verkreeg zo een inhoud van 309,5 cm³. In absolute zin had Giraffatitan daarmee een brein zo groot als dat van een chimpansee; doordat de holte niet geheel door de hersenen gevuld werd en het gewicht van dit exemplaar zo'n twintig ton bedroeg, was de relatieve hersengrootte, de encefalisatiegraad, echter een van de lagere onder de gewervelde landdieren, hoewel het encefalisatiequotiënt van 0,62 tot 0,79 nog niet zo slecht is voor een sauropode. Of het dier daarmee ook bijzonder dom was, wordt meestal betwijfeld. Het is niet duidelijk of de absolute of de relatieve grootte bij dieren van deze omvang daarvoor de beste indicatie is en ook niet of een mogelijke warmbloedigheid een positief effect had. Grote reukkwabben duiden in ieder geval op een goede reuk.
In het oor was het labyrint goed ontwikkeld, wat Janensch zag als een aanpassing aan de moeilijkheid een lange nek te stabiliseren. De stand ervan wees erop dat de schedelbasis horizontaal gehouden werd en de snuit dus sterk afhing.